# 上海市徐汇中学
上海市徐汇中学是位于上海虹桥路68号的完全中学，在徐家汇天主教堂旁，始名圣依纳爵公学（法語：Collège Saint Ignace），由天主教耶稣会建于1850年（清道光三十年），有拉丁文校训：。1931年组织校董会，向中华民国教育部办理立案，易名“徐汇中学”，改“二三制”。至今历史已超过160年。现为徐汇区实验性示范性高中之一。

## 简介

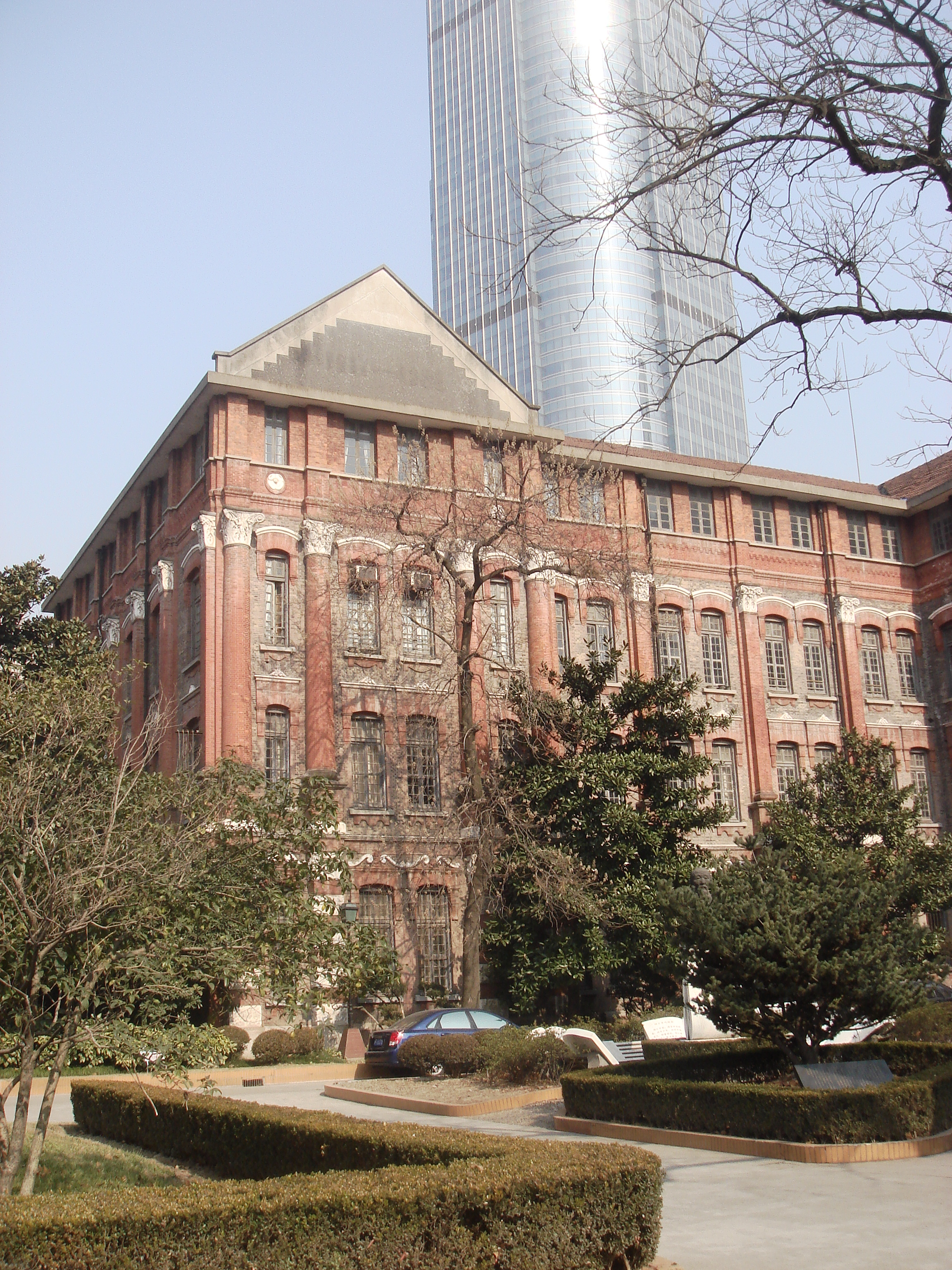
崇思楼

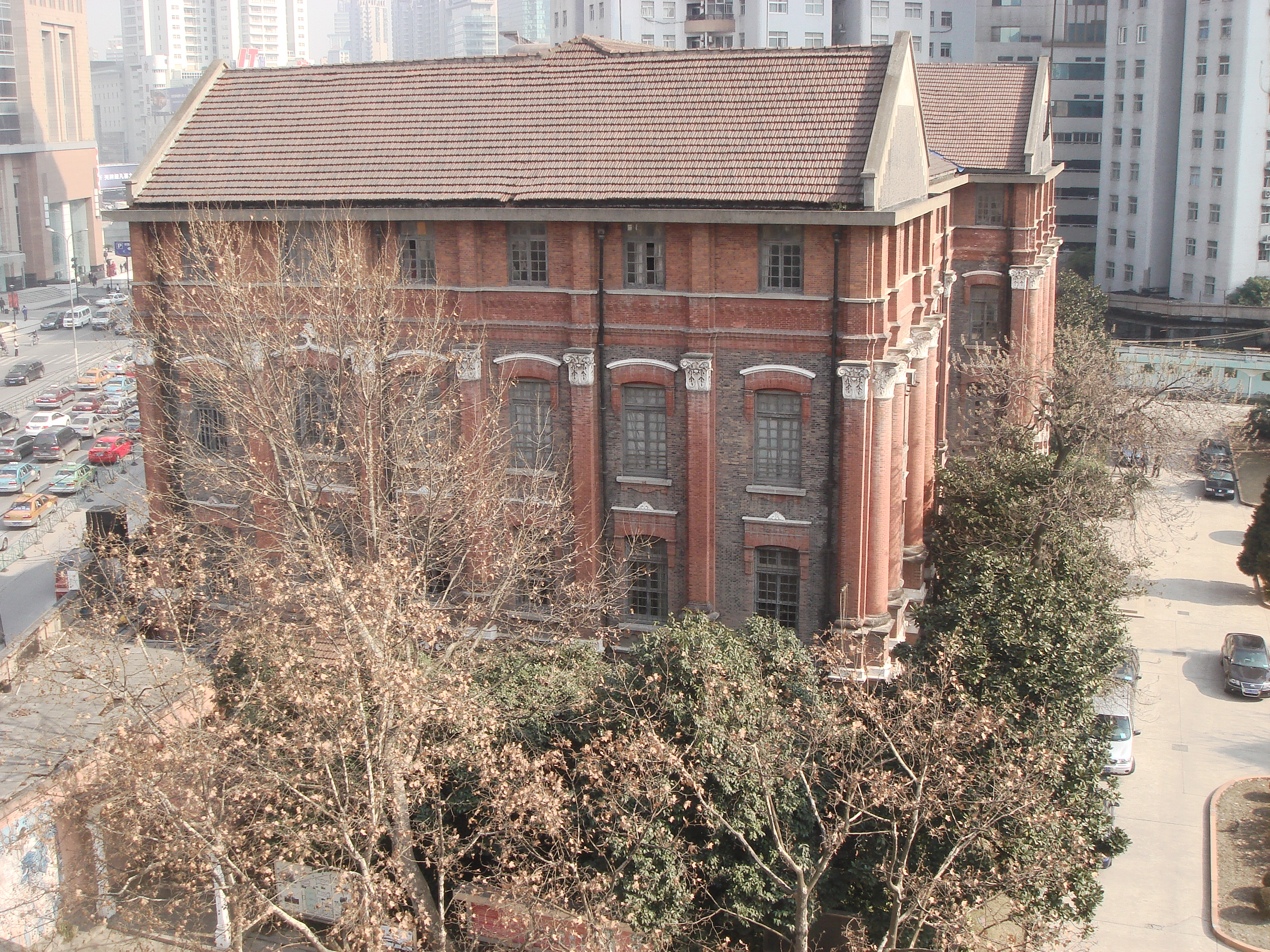
崇思楼西侧

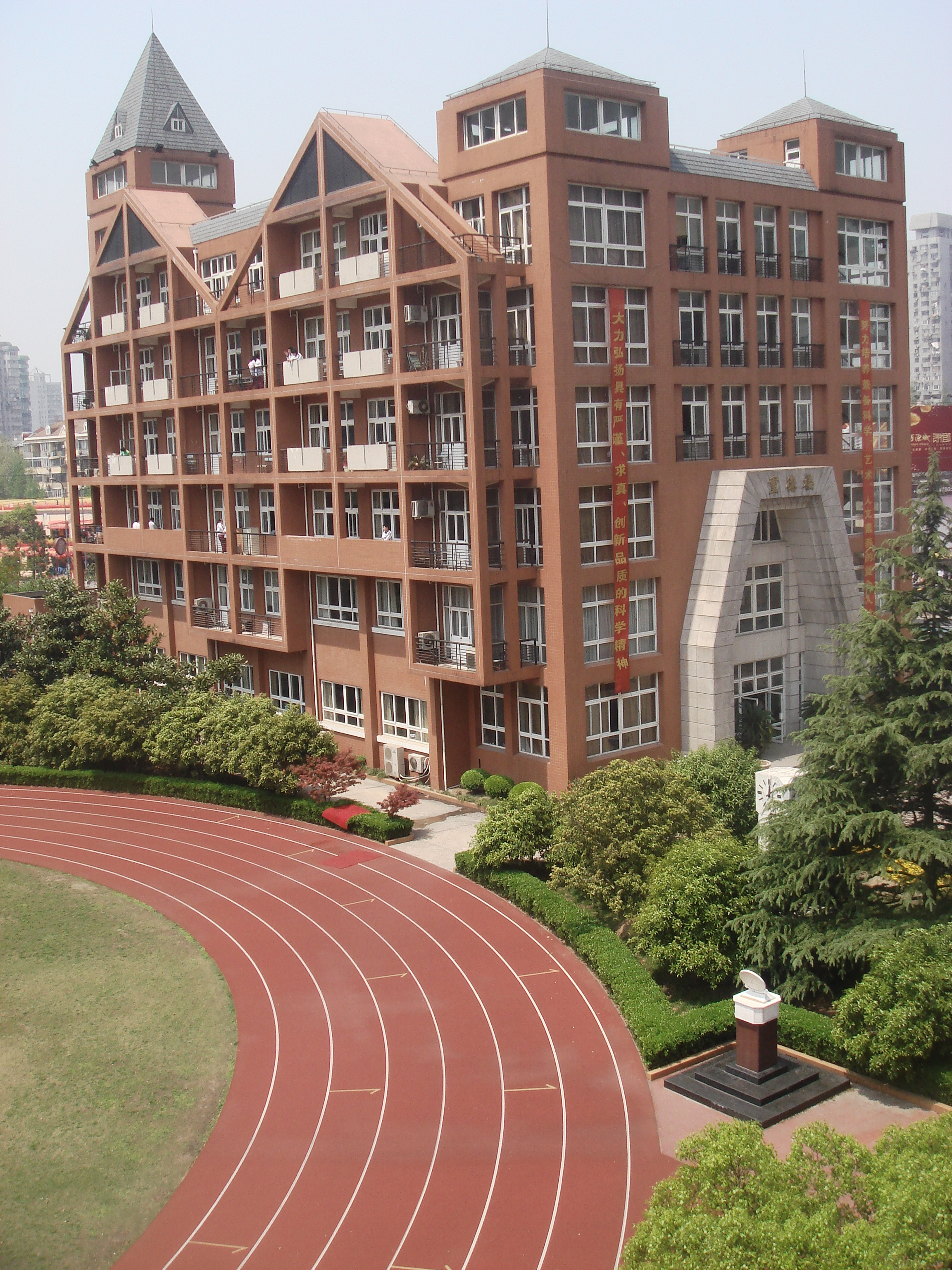
重德楼

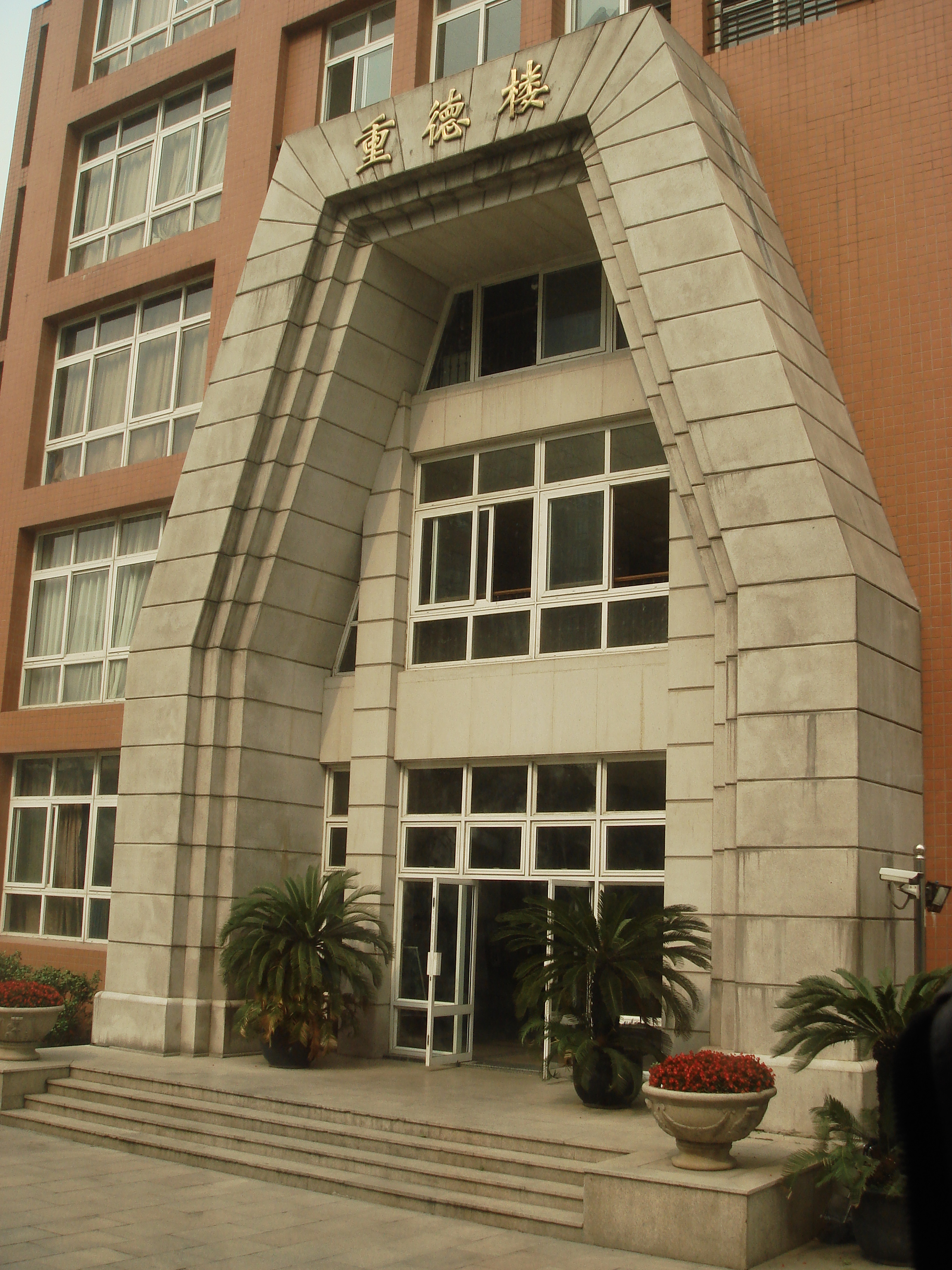
重德楼的入口

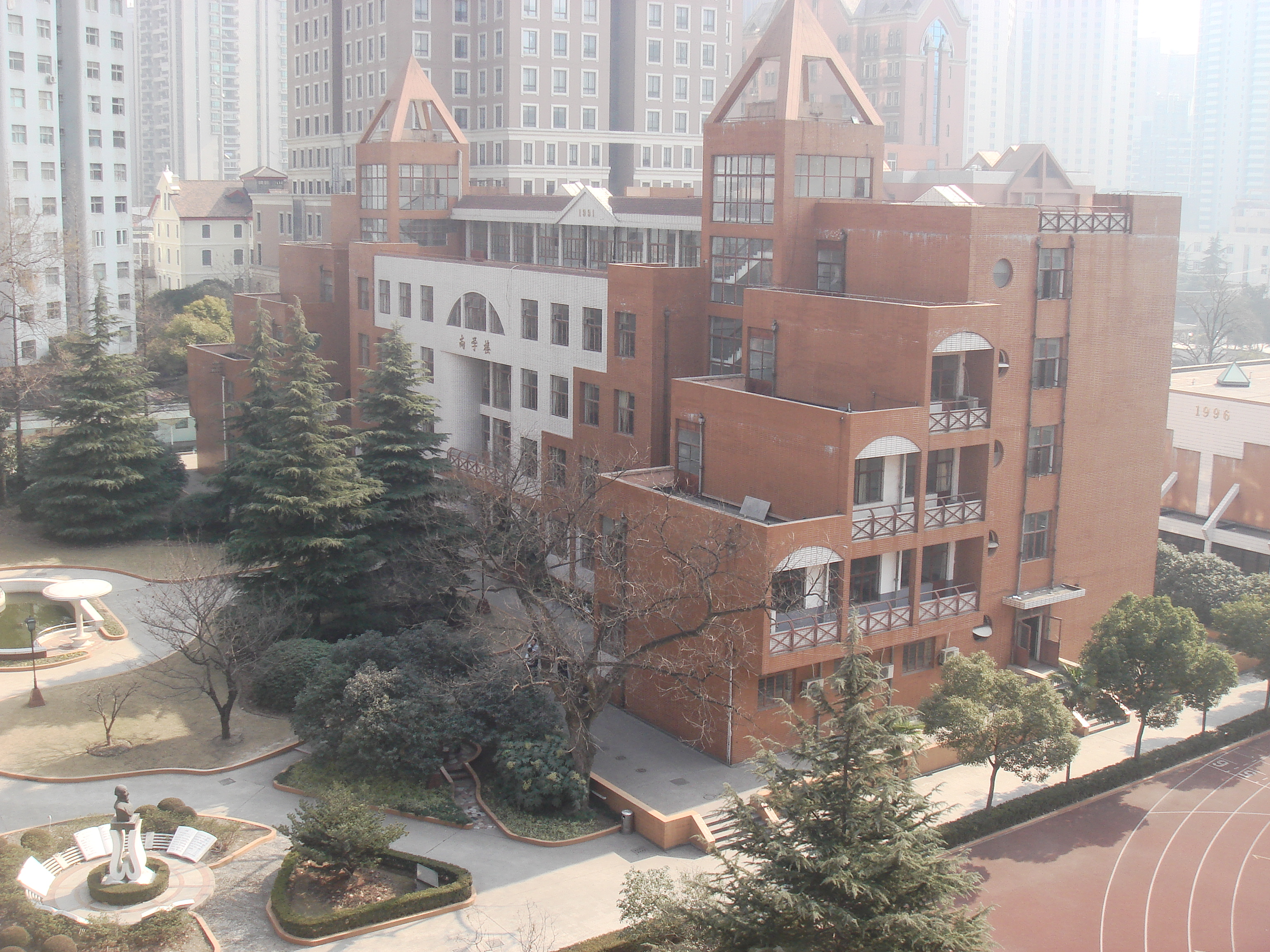
尚学楼

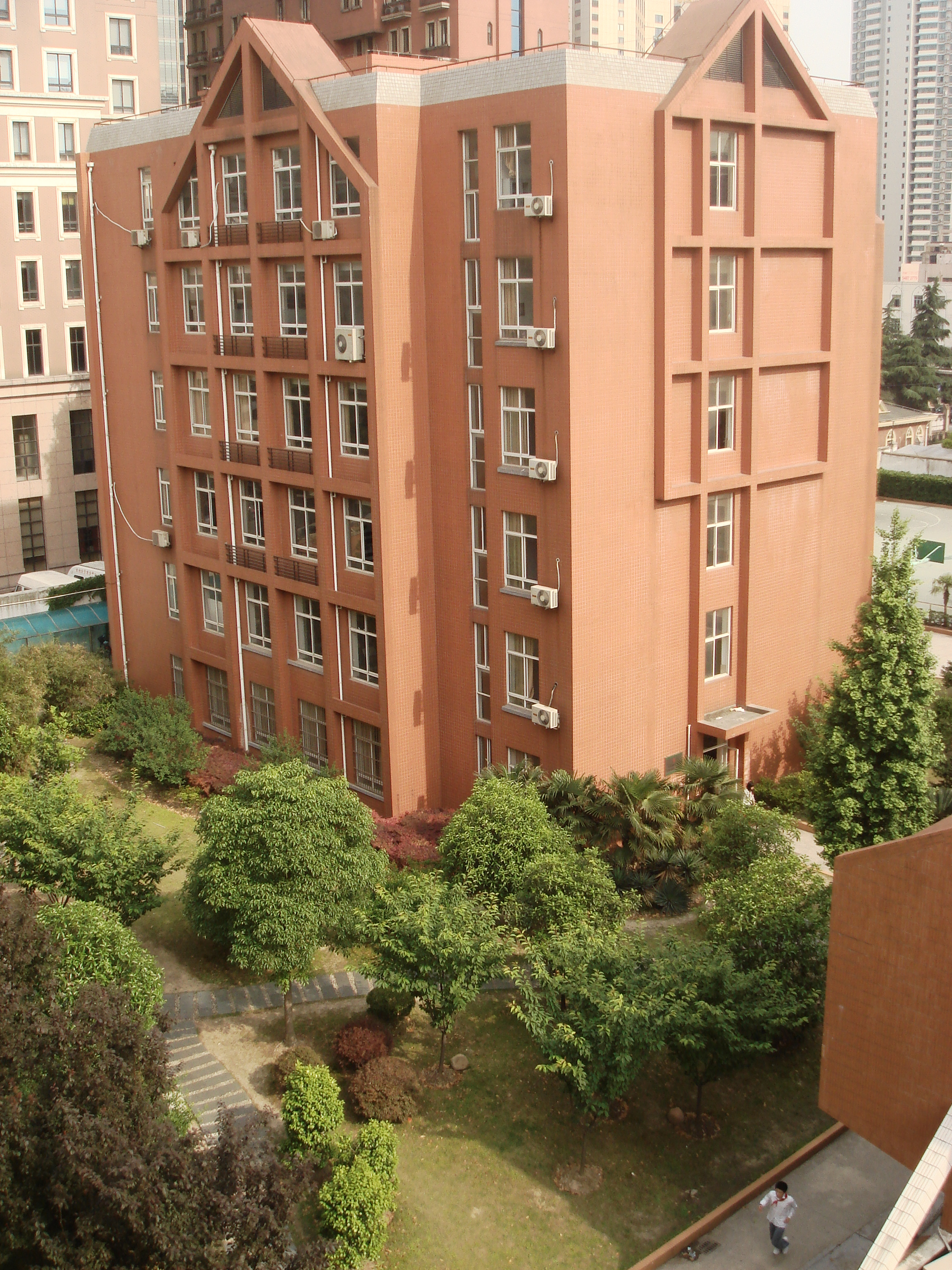
砺行楼

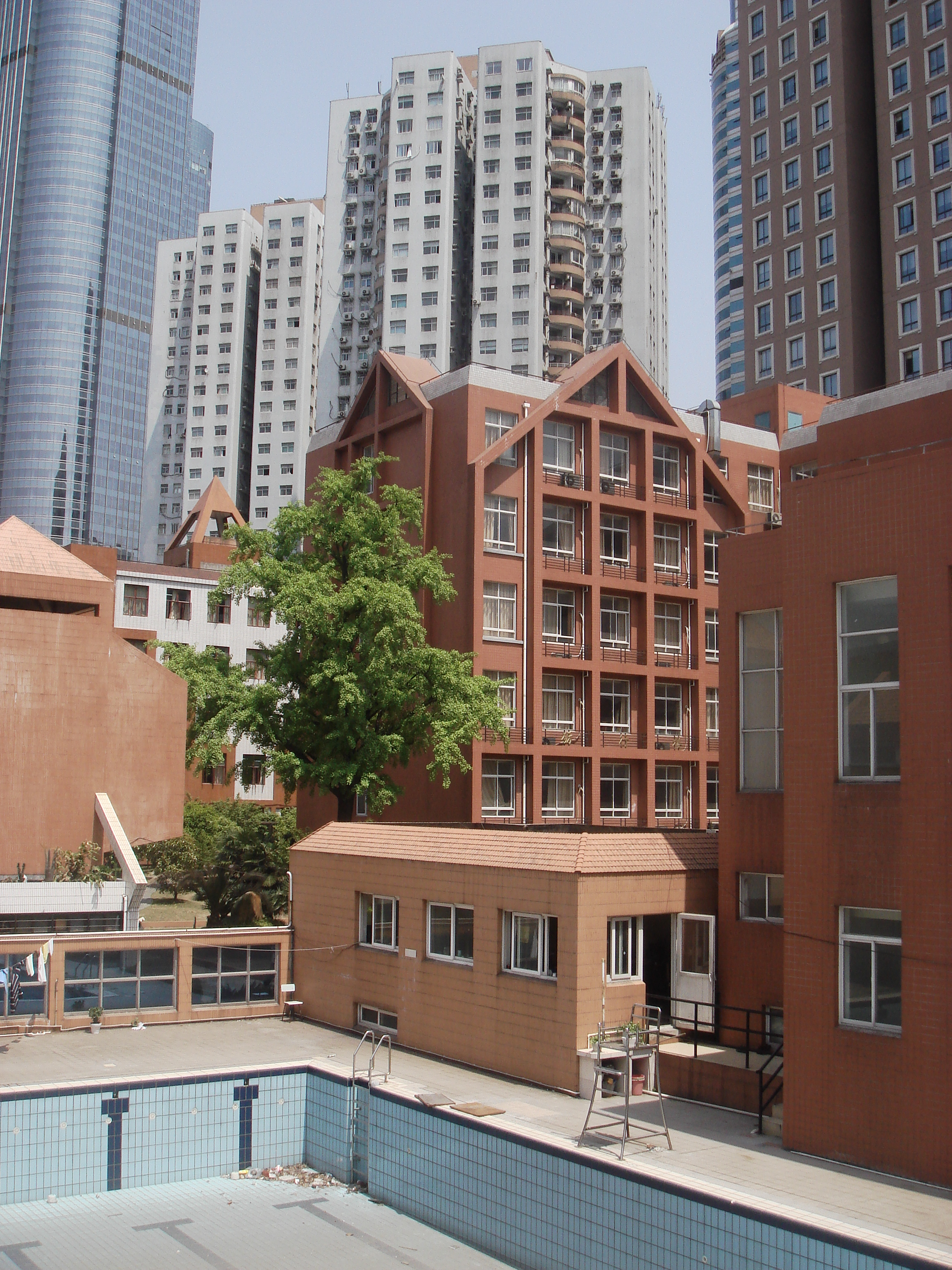
砺行楼和游泳池

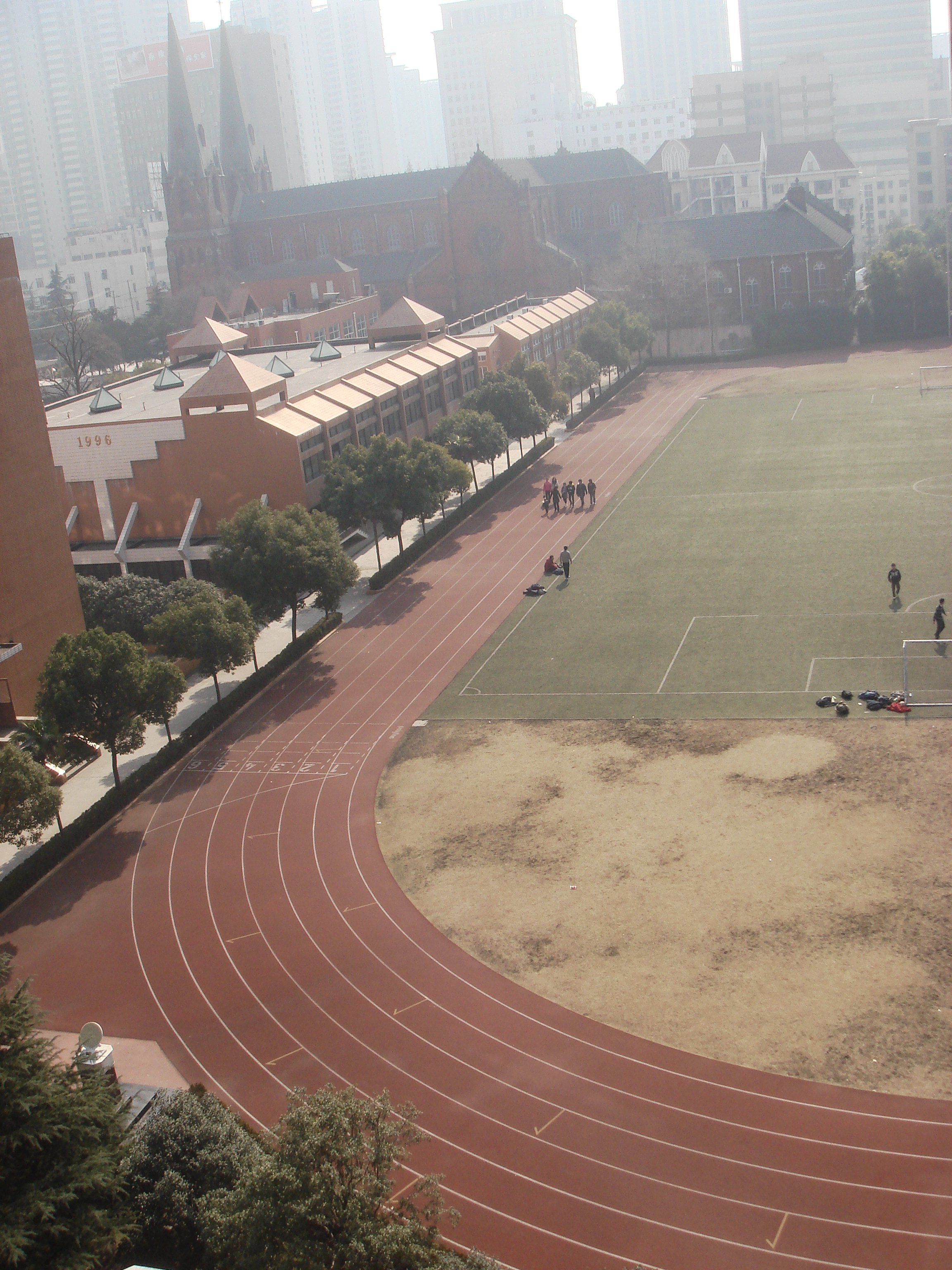
大操场

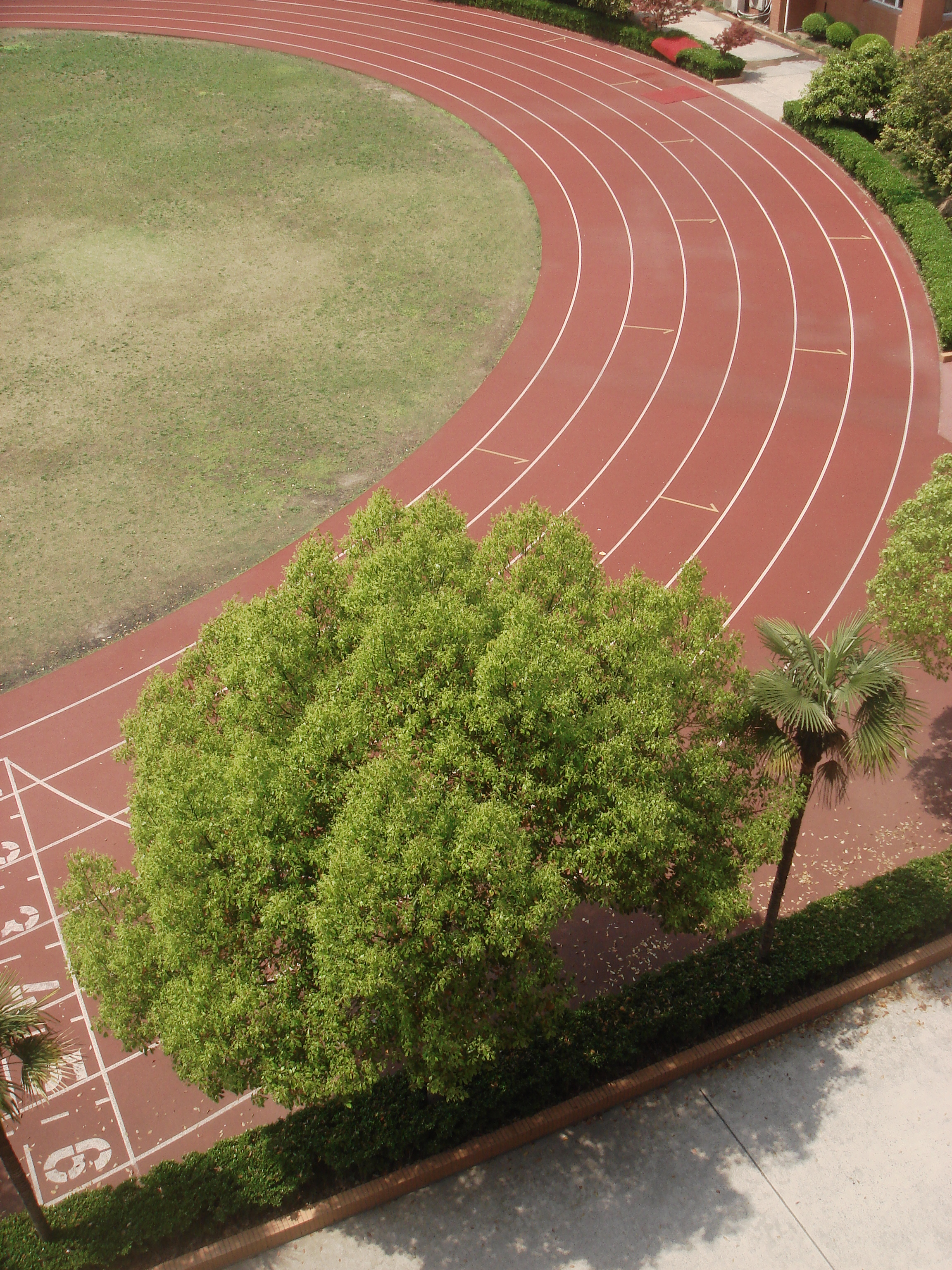
操场跑道

关于徐汇中学的绘画

1849年法籍耶稣会士南格禄在徐家汇招收了二三十名中国儿童开始启蒙讲学，1850年（清道光三十年）正式取名为徐汇公学，也称圣依纳爵公学，1931年定名为徐汇中学。坐落在明末大学士徐光启的故里徐家汇，受其影响，开启了中国中西教育交汇的先河，在中国教育史上拥有一个特殊的地位，被称为中国西洋办学第一校。中共建政后，1951年由政府接收成为公办学校。而在新北市芦洲区的另一所私立徐汇高级中学，由1949年到台湾的徐汇中学校友于1963年以原上海徐汇中学名义在台复校。2005年，上海市徐汇中学被评为徐汇区实验性示范性高中。
徐汇公学的内部组织和管理方法都沿袭法国的教会学校制度，由耶稣会院长总揽全权。教学上首开数理化教学，设置音体美课程；与土山湾油画院有密切的亲缘关系，学生很早就接受西方绘画训练；1862年前已开始组建学生西洋乐队；1947年辟建英语语音室。曾经在徐汇中学就读的校友有：教育家马相伯、地质学家翁文灏院士、“近代雕塑之父”张充仁、中国原卫生部长陈敏章、主教张家树金鲁贤、中科院副院长严义埙、世界著名原子物理学家法国科学院院士周知行、中国科学院院士周兴铭、中国科学院院士汪应洛、中国工程院院士魏敦山、翻译家傅雷、现代作家叶辛、游泳世界冠军杨爱华、香港厂主联合会会长黄鉴、美国苏浙同乡会会长朱元忠等人。

## 历任校领导
1949年之前
| 姓名   | 职位       | 任期                                        |
| ------ | ---------- | ------------------------------------------- |
| 南格禄 |            | 1849年创办，1850年定名徐汇公学              |
| 晁德莅 | 理学       | 1852年-1866年                               |
| 马相伯 | 理学       | 1871年-1874年                               |
| 蒋若虚 | 理学       | 1880年-1899年、1901年、1904年、1905年       |
| 雅     | 理学       | 1900年                                      |
| 潘谷声 | 理学       | 1902年-1903年                               |
| 张若瑟 | 理学       | 1906年-1907年                               |
| 郎     | 理学       | 1909年                                      |
| 山宗泰 | 理学，院长 | 1910年-1911年、1913年-1914年、1932年-1934年 |
| 姚缵唐 | 理学，院长 | 1912年、1925年-1928年、1934年-1937年        |
| 翟彬甫 | 理学       | 1915年-1924年                               |
| 松     | 理学       | 1925年-1927年                               |
| 万尔典 | 院长       | 1928年-1932年                               |
| 张家树 | 理学，院长 | 1928年-1937年、1937年-1943年                |
| 沈百顺 | 理学       | 1937年-1942年                               |
| 张伯达 | 理学，院长 | 1942年-1943年、1943年-1949年5月             |
| 王方   | 理学       | 1943年-1944年                               |
| 朱树德 | 理学       | 1944年-1947年                               |
| 朱洪声 | 理学       | 1947年-1949年5月                            |

1949年之后
校长：
| 姓名   | 任期                                                                          |
| ------ | ----------------------------------------------------------------------------- |
| 张伯达 | 1949年5月-1951年5月                                                           |
| 杨士达 | 1951年5月-1963年4月                                                           |
| 徐寅   | 1978年-1981年3月；1960年7月-1978年 主持工作副校长；1979年-1981年3月支部副书记 |
| 李立农 | 1984年12月-1989年9月                                                          |
| 汪劲松 | 1993年5月-2006年4月；1991年7月-1993年5月主持工作副校长                        |
| 庄小凤 | 2006年5月-2011年2月                                                           |
| 刘晓艳 | 2011年2月-2015年3月                                                           |
| 曾宪一 | 2015年3月至今                                                                 |

## 校园设施

### 主校区

#### 崇思楼
始称新校舍，建于1917年。孔子曰：“学而不思则罔”，故名“崇思”。这幢建于1917年属法国文艺复兴时期建筑风格的古建筑，其外立面为砖石结构，内部则以木结构为主，共4层。原有三楼大礼堂，法国Mansard式屋顶于1990年代改为普通屋顶。1992年更名为崇思楼。1994年成为上海市优秀历史建筑。2004年成为徐汇区文物保护单位。2009年进行大修复原，楼内一楼有小礼堂、汇学博物馆，二楼有校长室、图书馆，三楼有校史陈列室、徐汇画苑、手风琴、音乐、舞蹈教室，四楼则为美术工作室、会议室。

#### 重德楼
2000年建于西校舍旧址，崇思楼西。《易经》倡导“厚德载物”，遂名“重德”。2010年翻新，现有六层楼，有高中年级教室（18间）、办公室、3间计算机教室、2间会议室还有心理咨询室。

#### 尚学楼
1991年在老校舍原址上再建，崇思楼南。《论语》云：“思而不学则殆。”因称“尚学”。五层楼，为六、七、八年级的教学楼。

#### 砺行楼
2004年整修、收回。“子别根犹牵，母盼月同圆。海阔水相连，潮平帆可悬。”2012年再次整修，现有六层楼，有生命科学创新实验中心、工程素养类实验室（高铁模拟实验室、高铁模拟驾驶实验室、3D打印实验室）、身体素质评估中心，同时也是教师发展中心（教导处）、学生发展中心（学生处）、科研和课程发展中心（教务处）、总务处等行政部门的办公室所在地。

#### 汇学长廊
通过艺术的手法再现了这所百年老校的风雨历程。汇学长廊已成为徐家汇文化根脉的注脚之一。

#### 空中篮球场
位于尚学楼5楼屋顶，供初中学生使用。

#### 大操场
辟于1905年。当年凡有足球比赛即“万人空巷，观者如潮”。2000年重建，铺有人造草坪。2016年重新铺设人造草坪。2017年9月将原先的草坪改为了篮球场。

#### 惜馔楼
“谁知盘中餐，粒粒皆辛苦。”特名为“惜馔楼”。目前为教师食堂。

#### 体育馆
1996年建成。馆内可举行多种活动。2014年开始改造翻建，因为资金原因暂停了半个学期。已于2018年初全面完工，命名为“勤体馆”。设有大礼堂、乒乓房、羽毛球场等等。

#### 网球场
2017年将原先的篮球场改为网球场。

#### 游泳池
最深2米，暑假期间对外开放。上海市教委指定中小学生学游泳单位之一。
目前已不开放使用

#### 马相伯铜像
“崇思楼”前，竖有中国近代教育改革的先驱、徐汇中学历史上第一位华人校长马相伯先生（1840年~1939年）的塑像。

### 西校区
位于番禺路、南丹路口。原为凯旋中学，2004年并入徐汇中学。为初三年级所在地。

### 北校区
淮海中路1788号，原南模初级中学，2009年开始使用。并在2010年停用。

### 南校区
华发路68号，华发路龙吴路口，2018年9月正式启用。

## 奖励
- 张明为奖学金
- 朱任泉校友清寒优秀奖励金
- 任魏维拉夫人奖学金
- 马相伯奖学金

## 交通
- 上海地铁：徐家汇站 1号线 9号线 11号线
- 上海公交：徐闵线、大桥六线、43、44、72、76、93、126、572、754、806、824、855、920、926、947、957等

## 丑闻

### 2023年偷拍事件
2023年3月，网传上海市徐汇中学一女生进入男浴室偷拍。该传言引发网络关注。2023年3月27日，徐汇区教育局发布声明，称此事不属实，系学生在军训期间的玩笑引发误会。教育局还强调，网上流传的音频经过剪辑，具有误导性。

### 2024年中暑事件
2024年9月2日，上海市徐汇中学一名六年级新生在体锻课中晕倒，引发公众广泛关注的事件。当时，该学生在上午第四节体锻课时感到身体不适并晕倒。经过紧急治疗后，学生已安全回到家中。徐汇中学对此事件展开了深入调查，并决定对涉事教师的失职行为进行严肃处理。 事件视频显示，现场无教师或同学及时救助，教师未采取任何紧急行动，甚至有教师被拍到在玩手机。事件在中国互联网上引发了大量批评，许多网友质疑中国教育系统助长了学生的冷漠，推卸教师的责任感。

## 相册

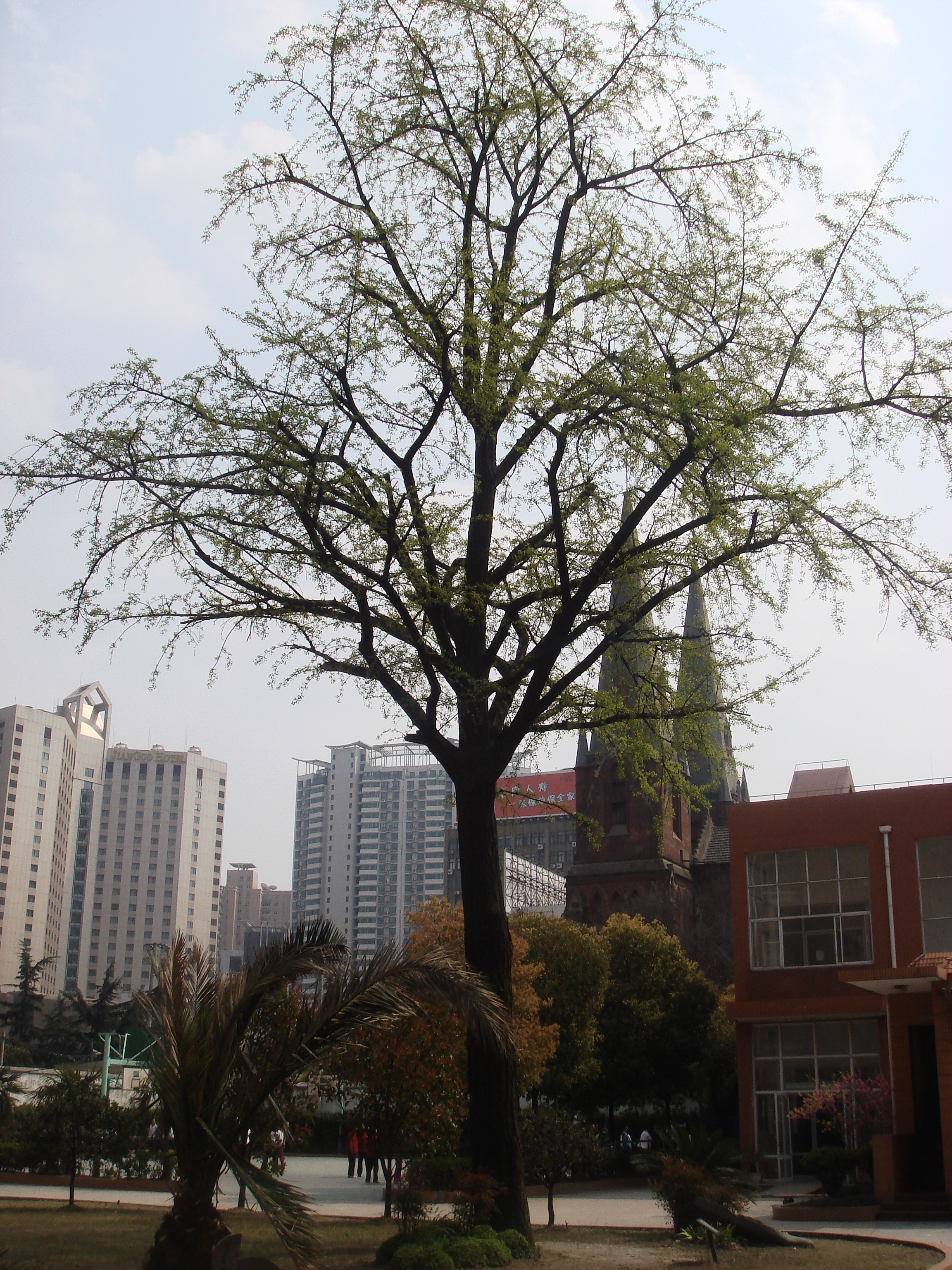
银杏树
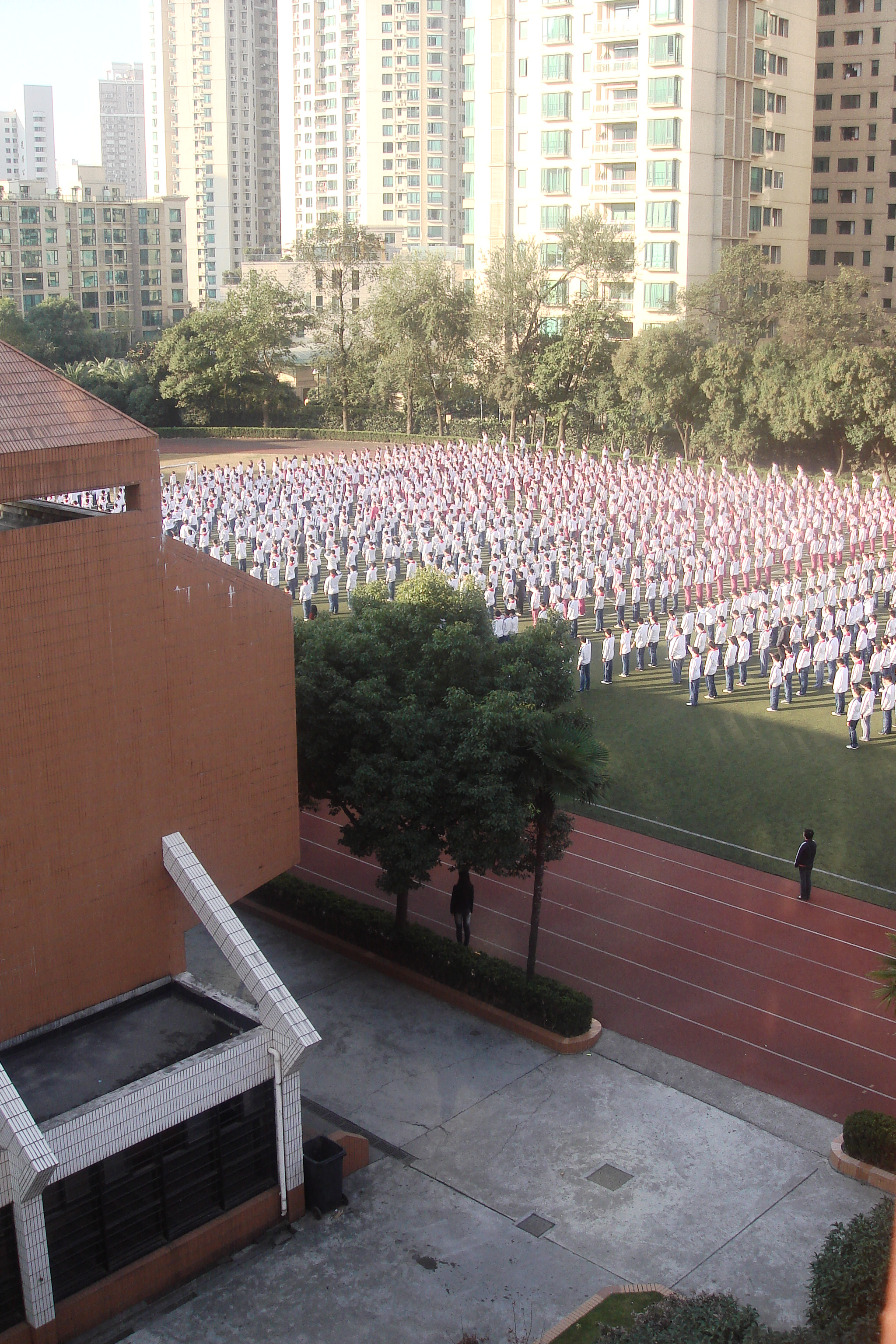
升旗仪式
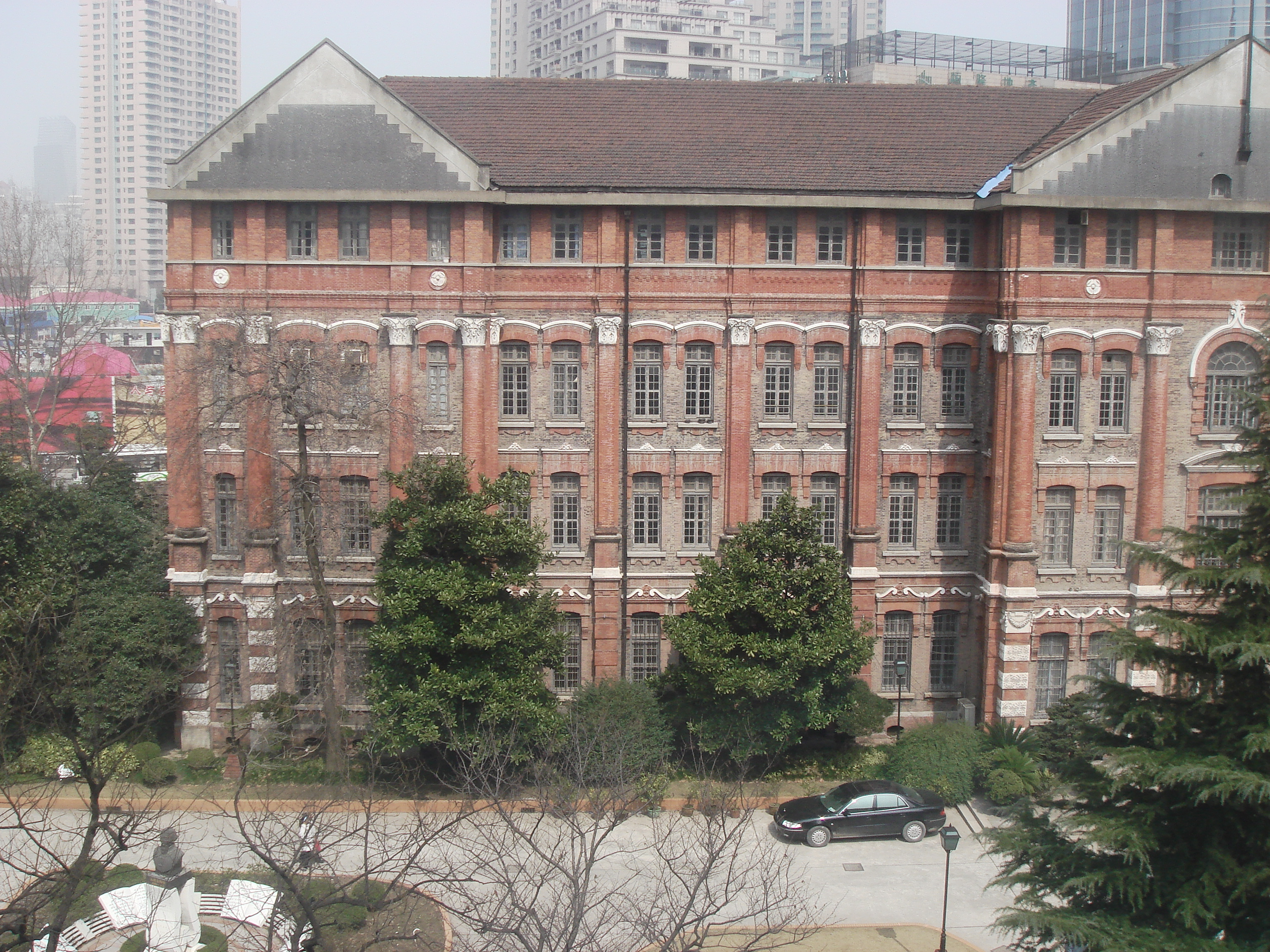
崇思楼南侧
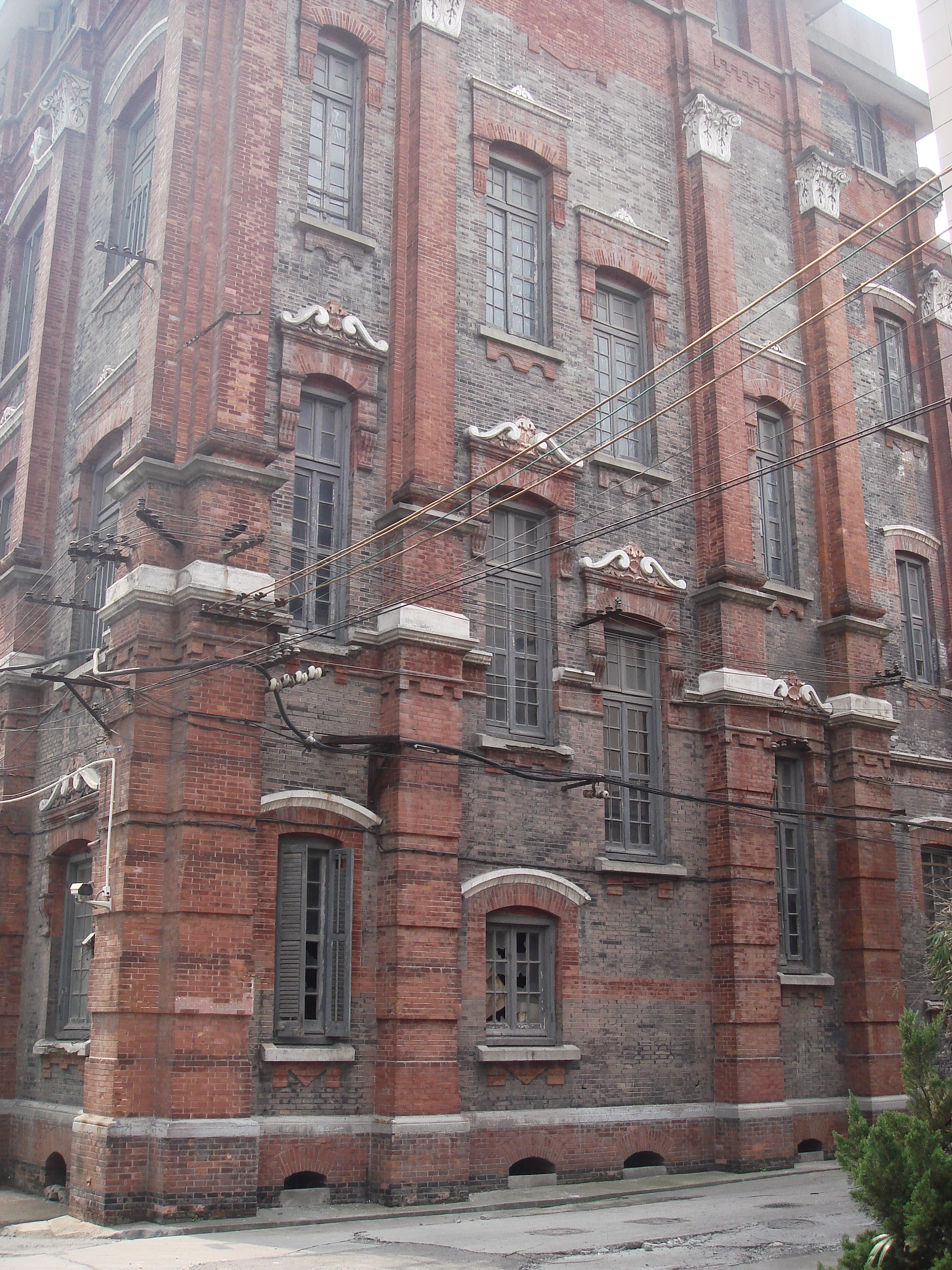
崇思楼北侧
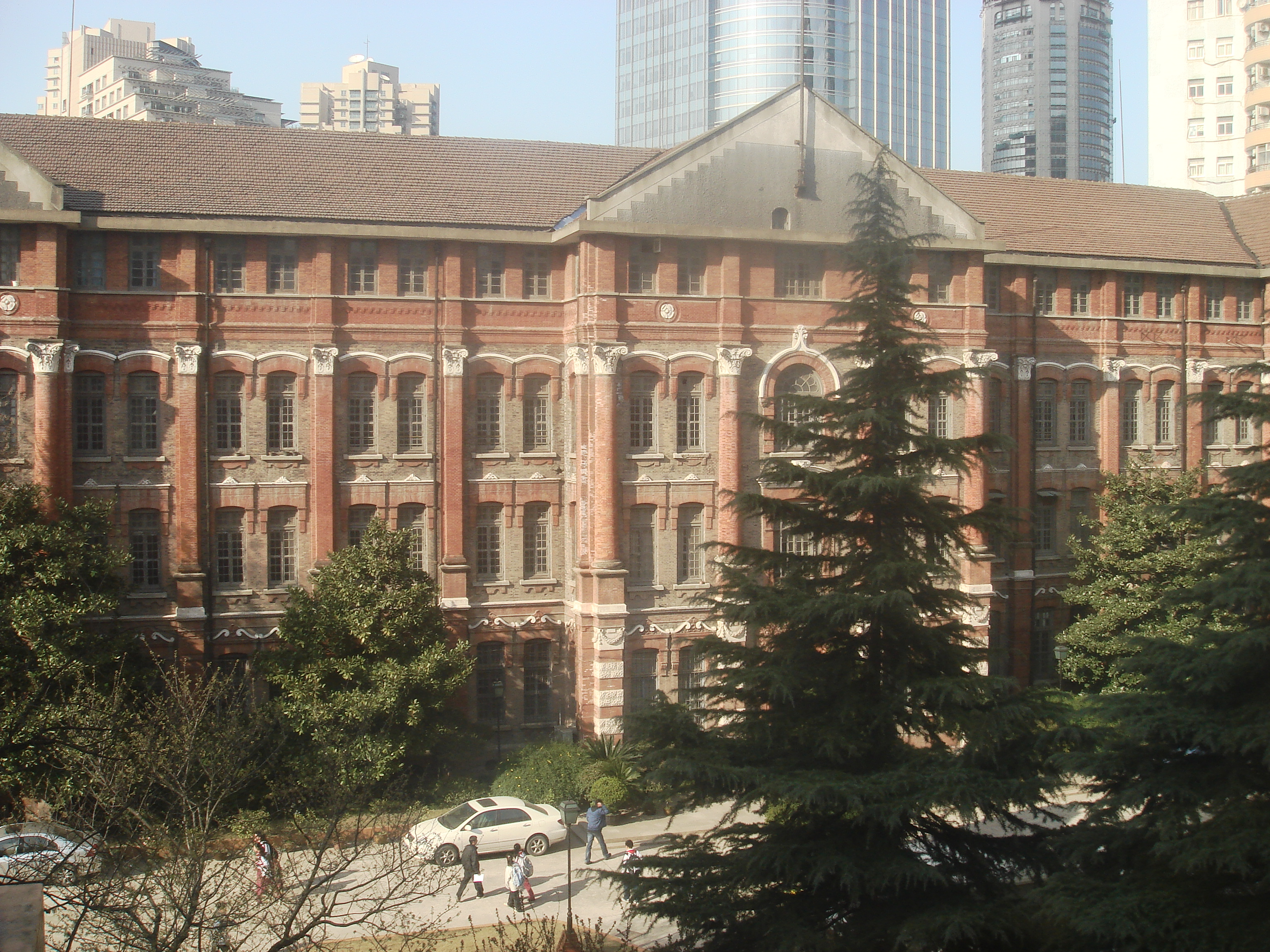
崇思楼正面
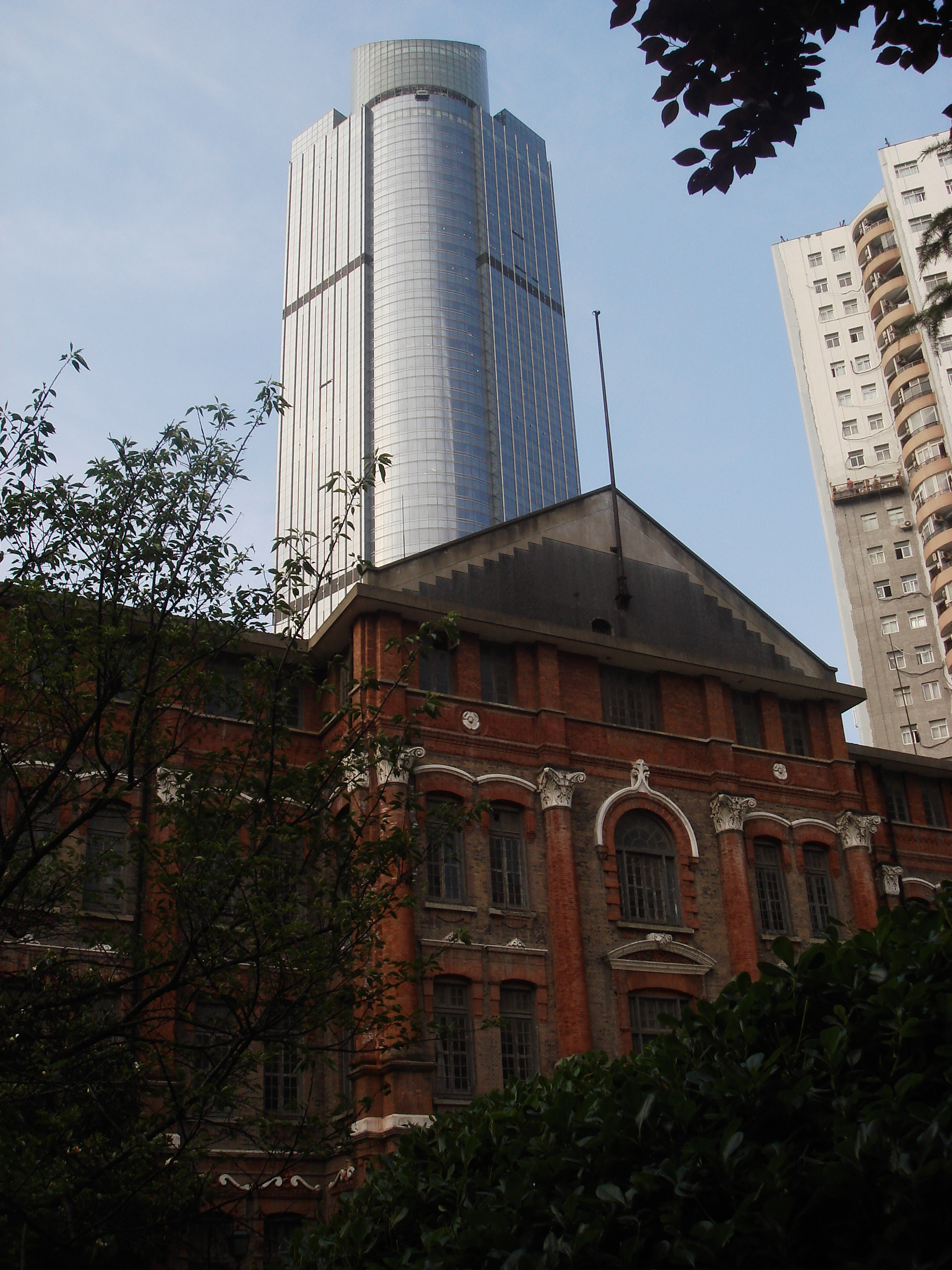
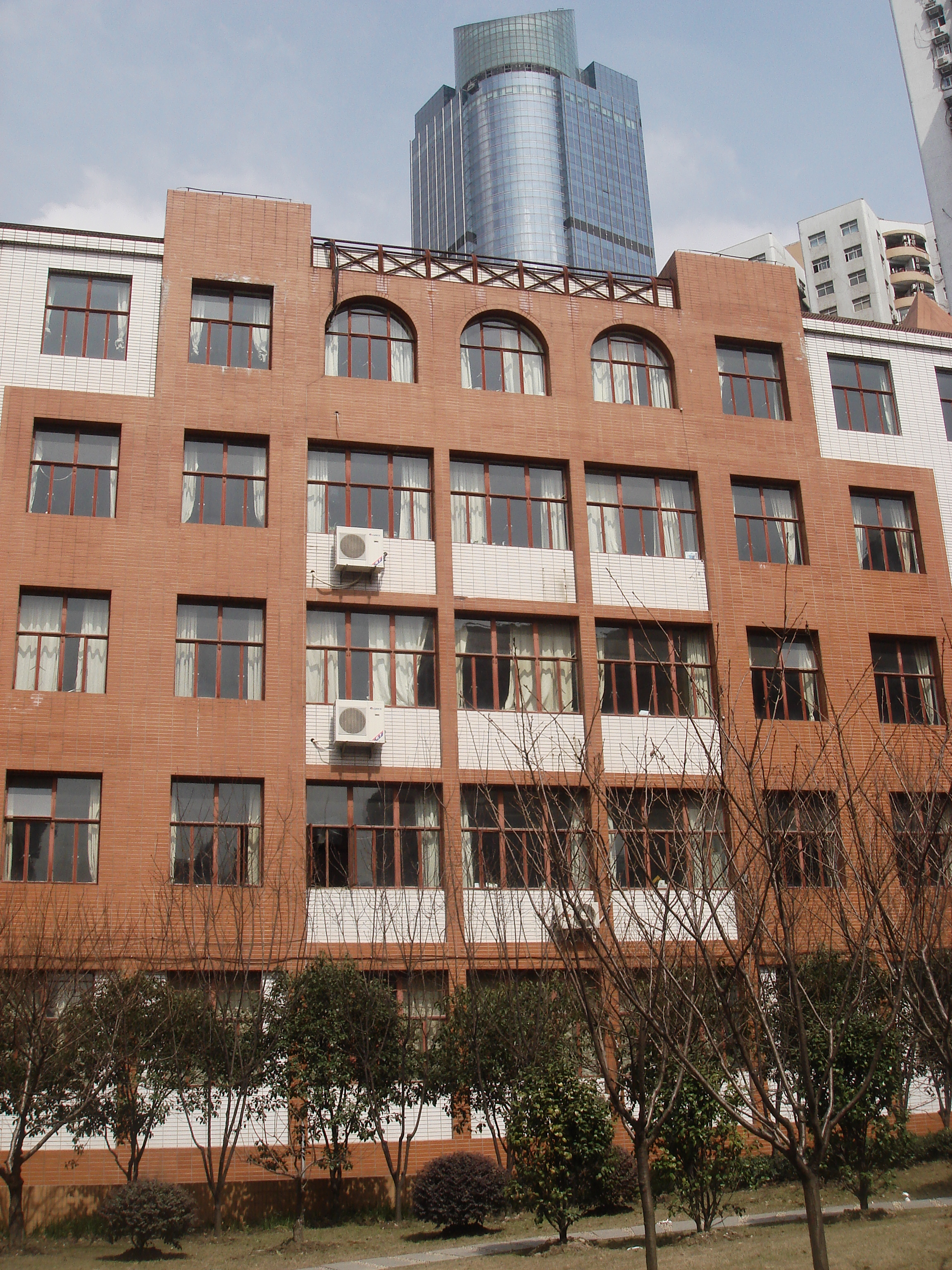
尚学楼南
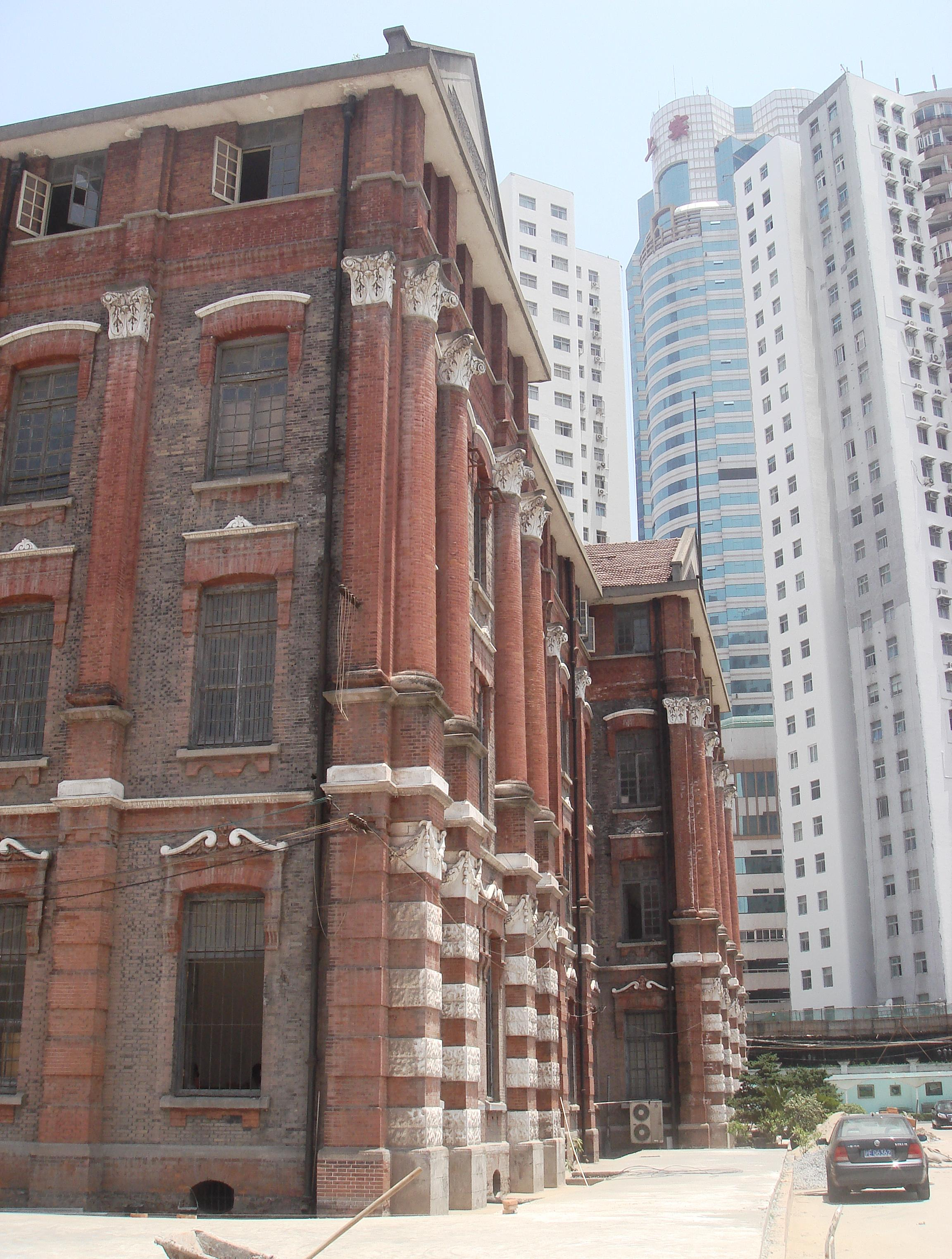
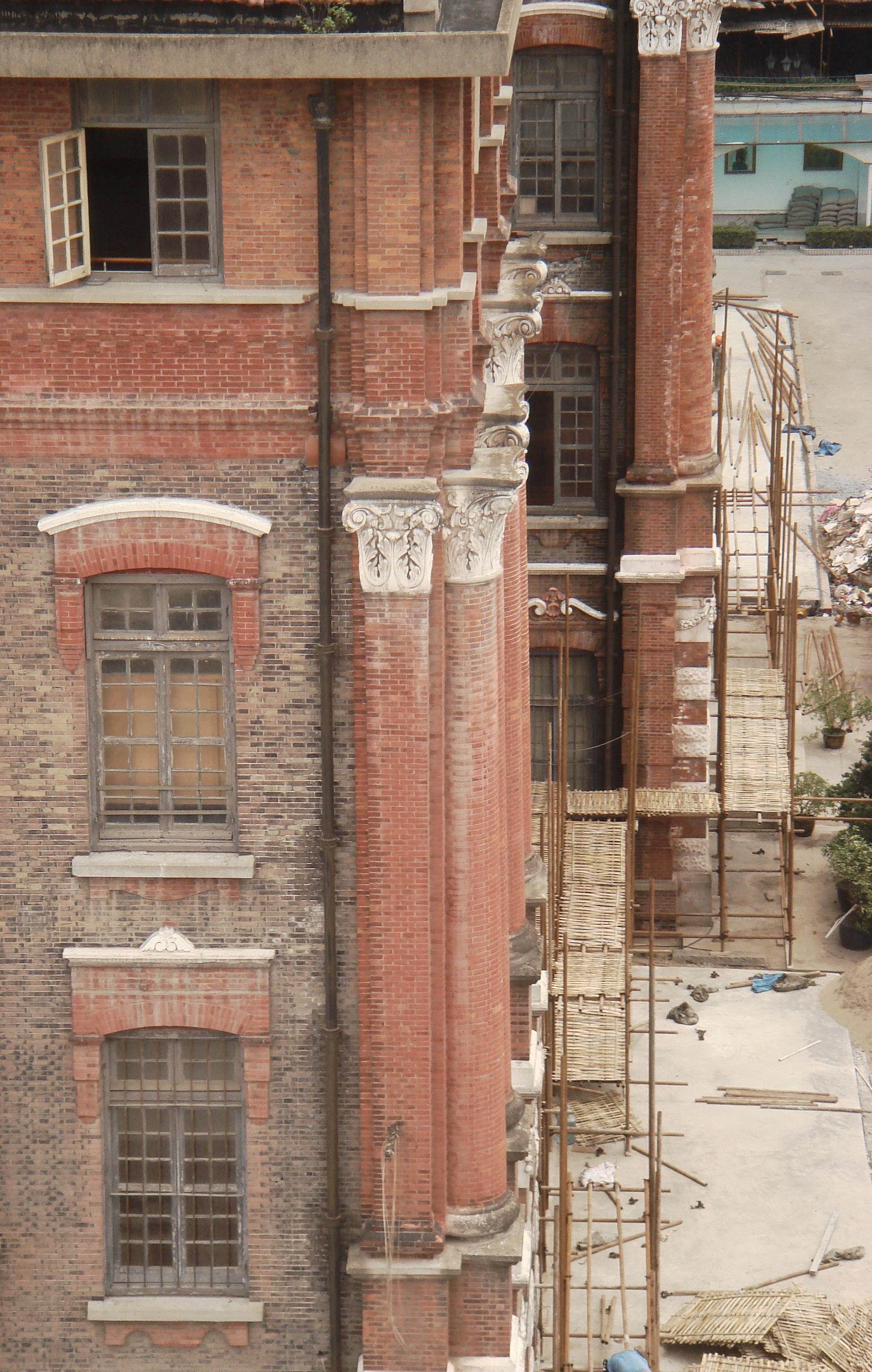
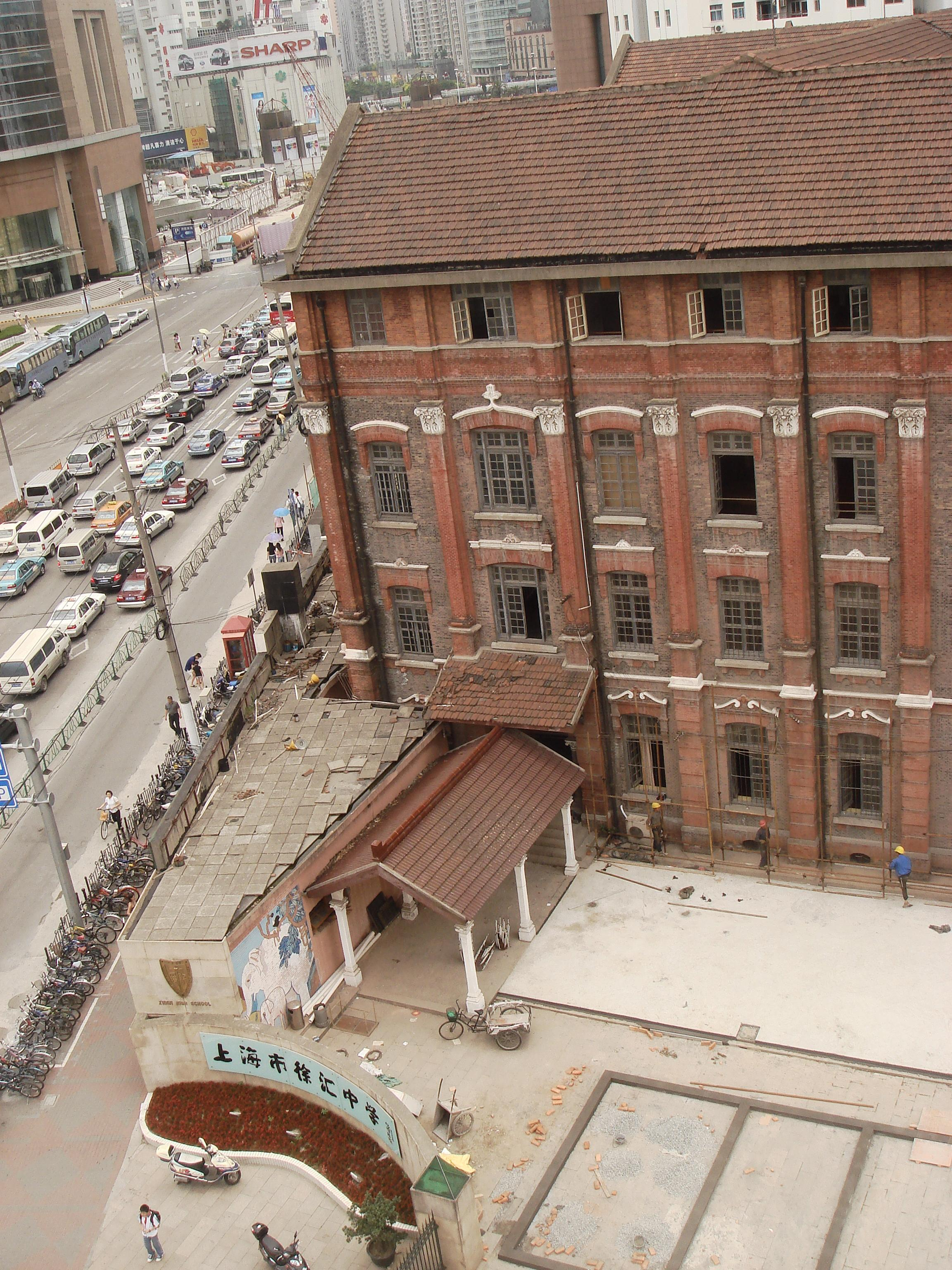
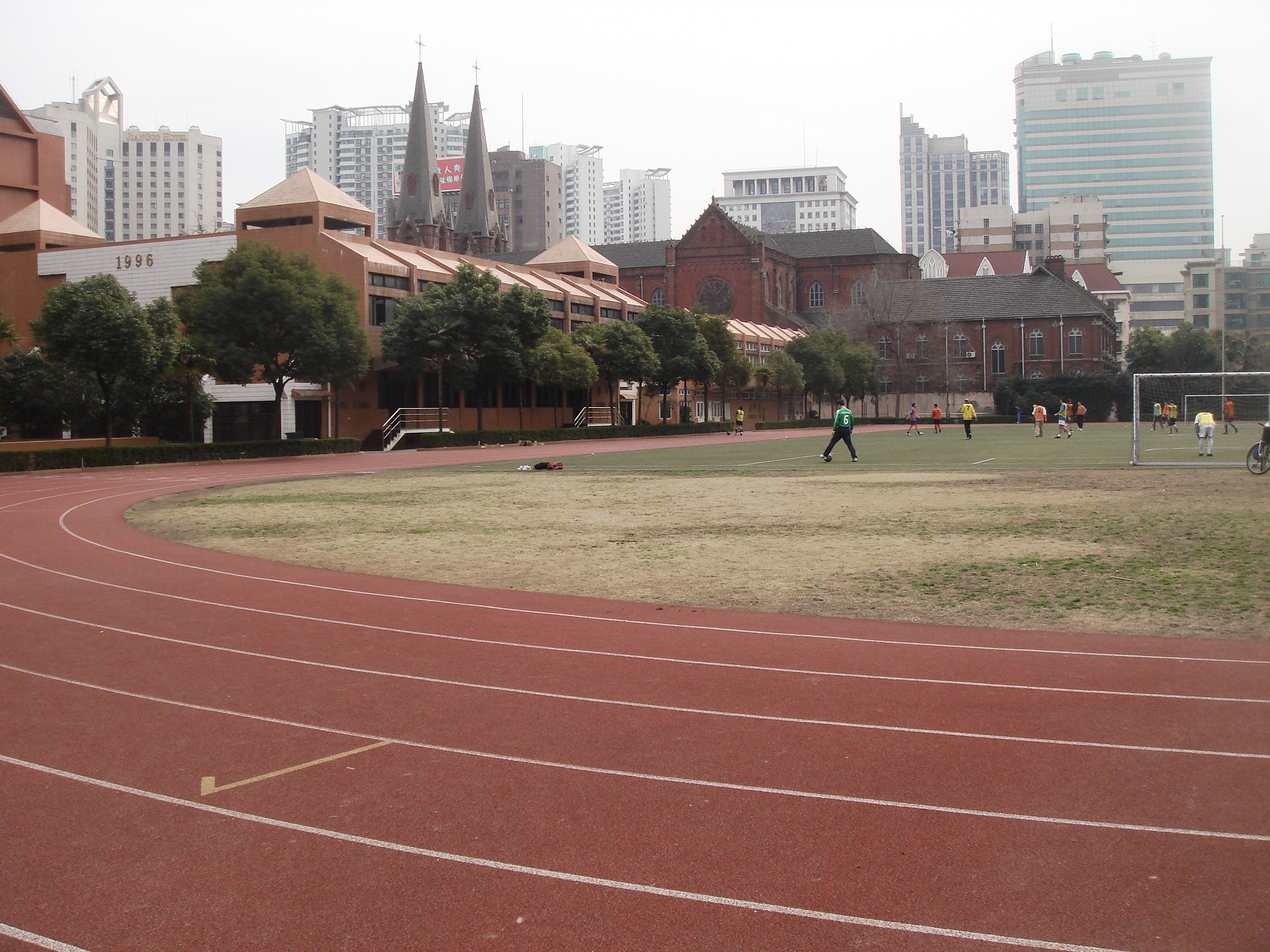
操场和体育馆
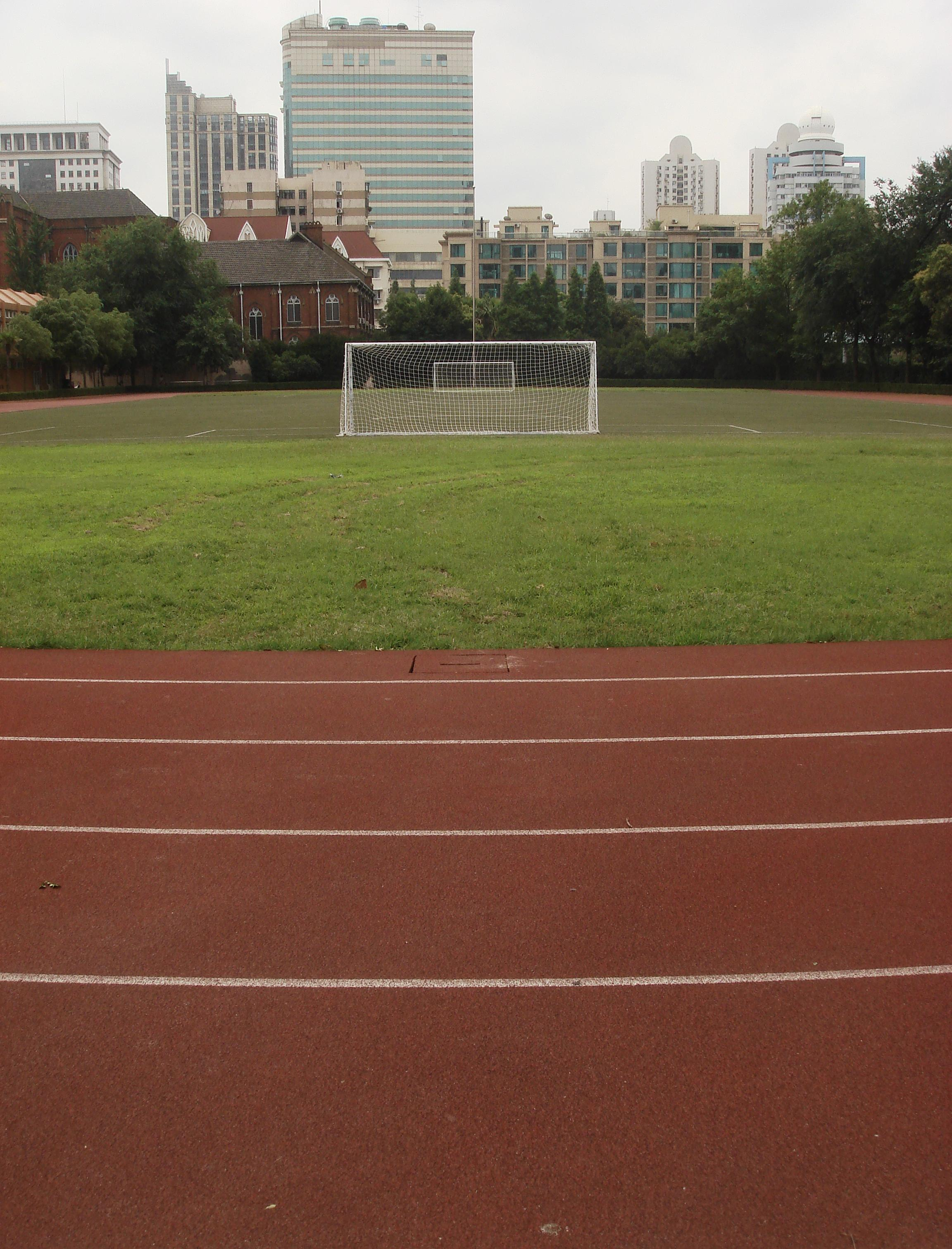
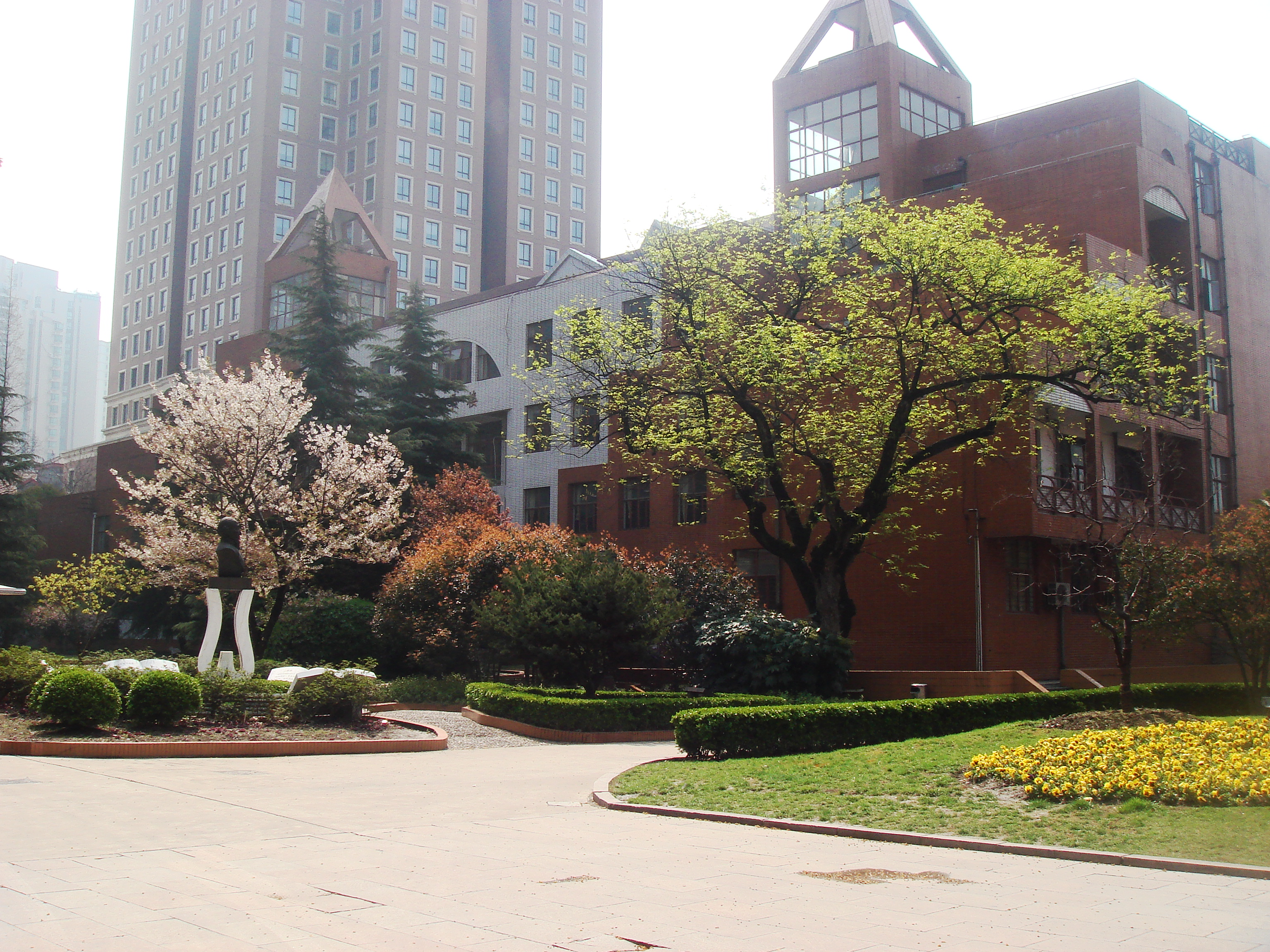
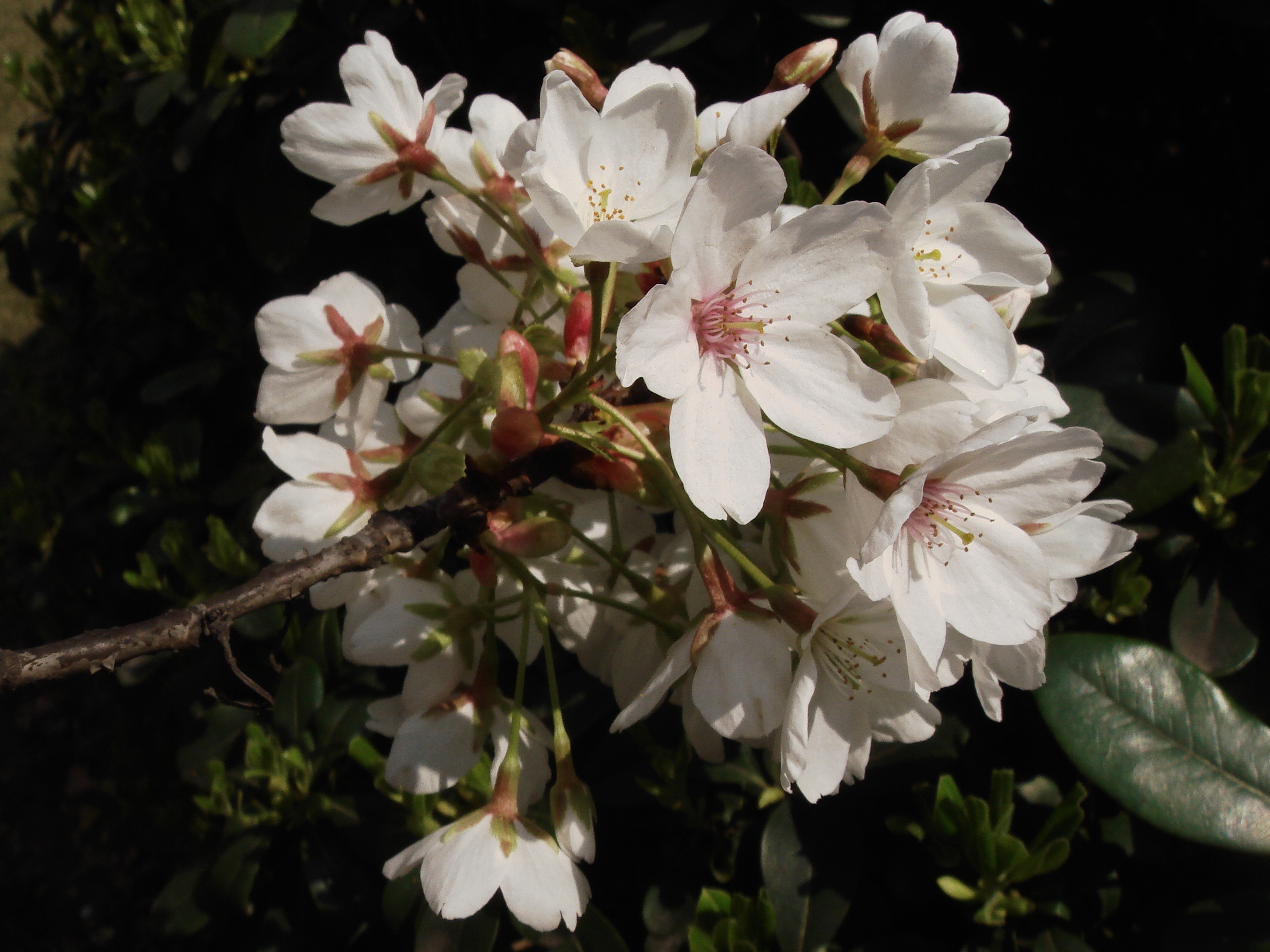
樱花
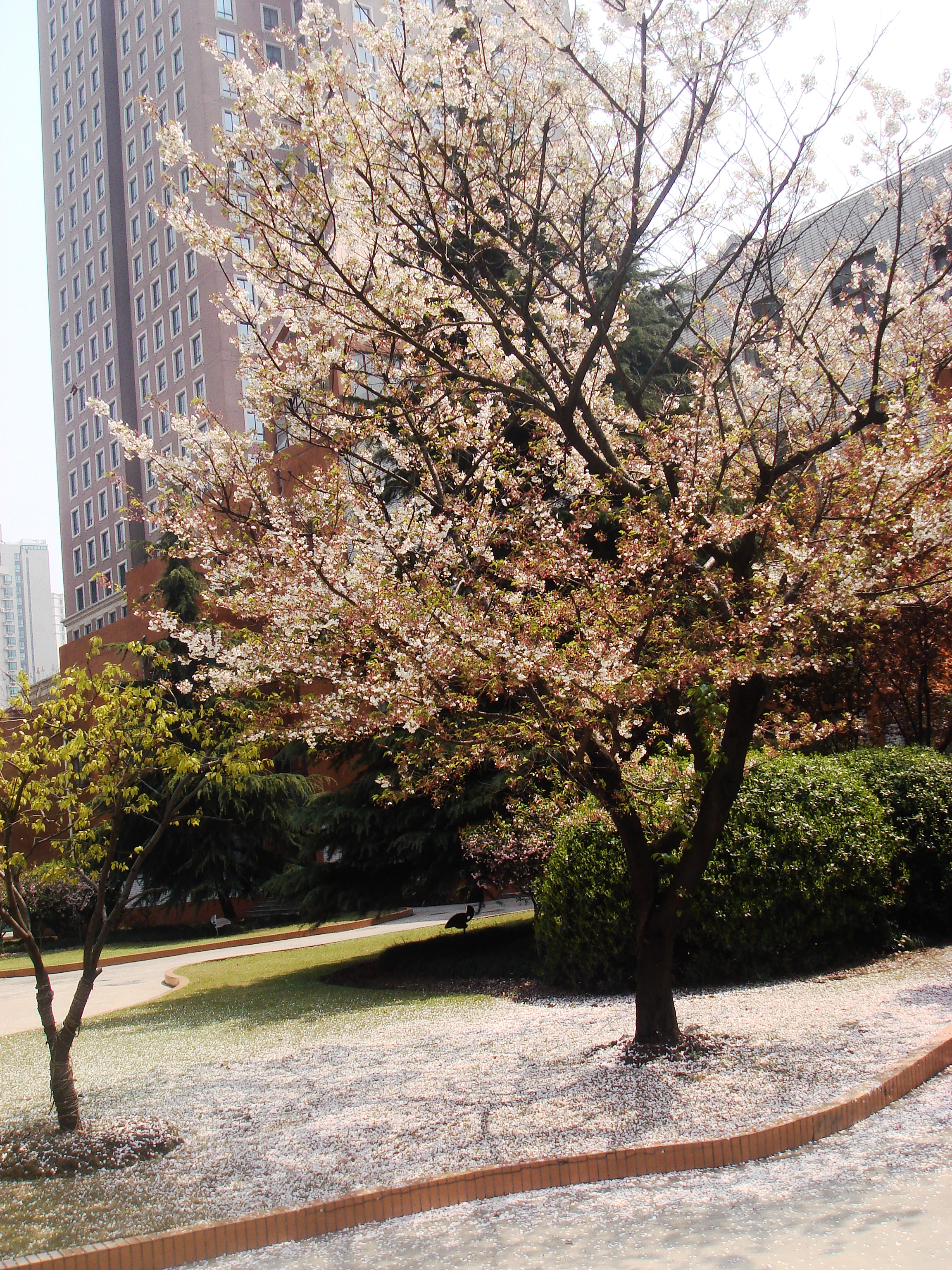
樱花树
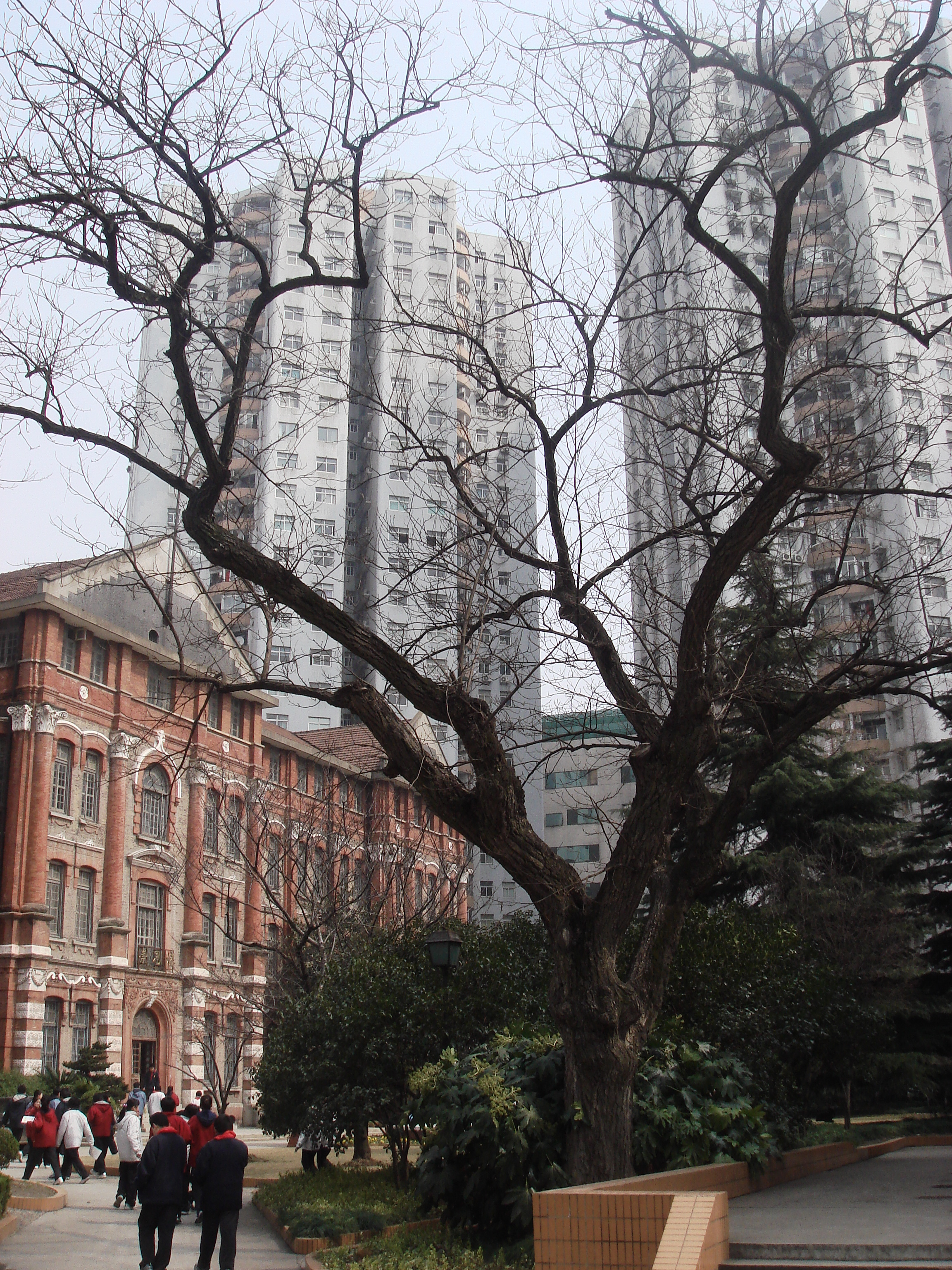
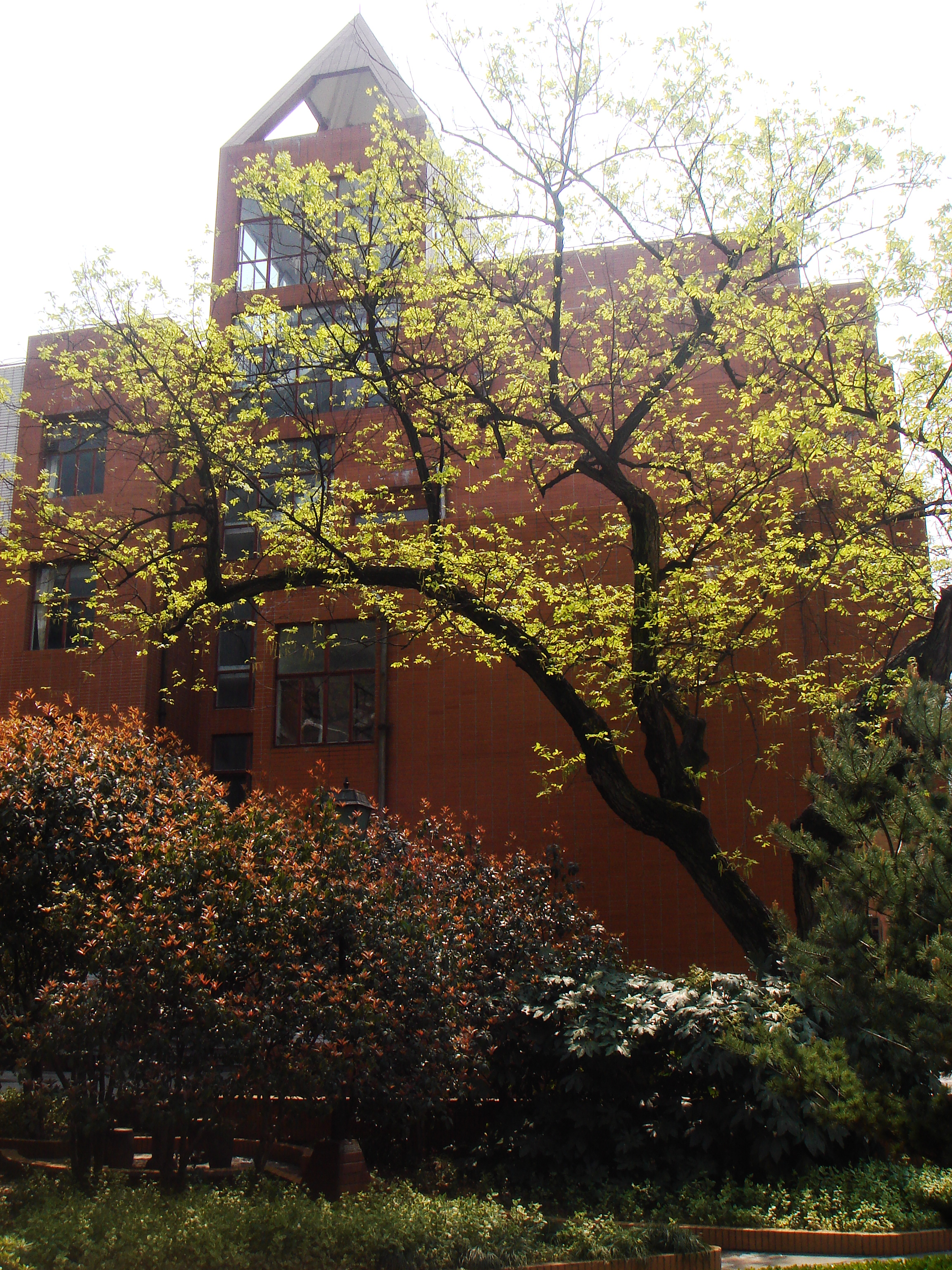
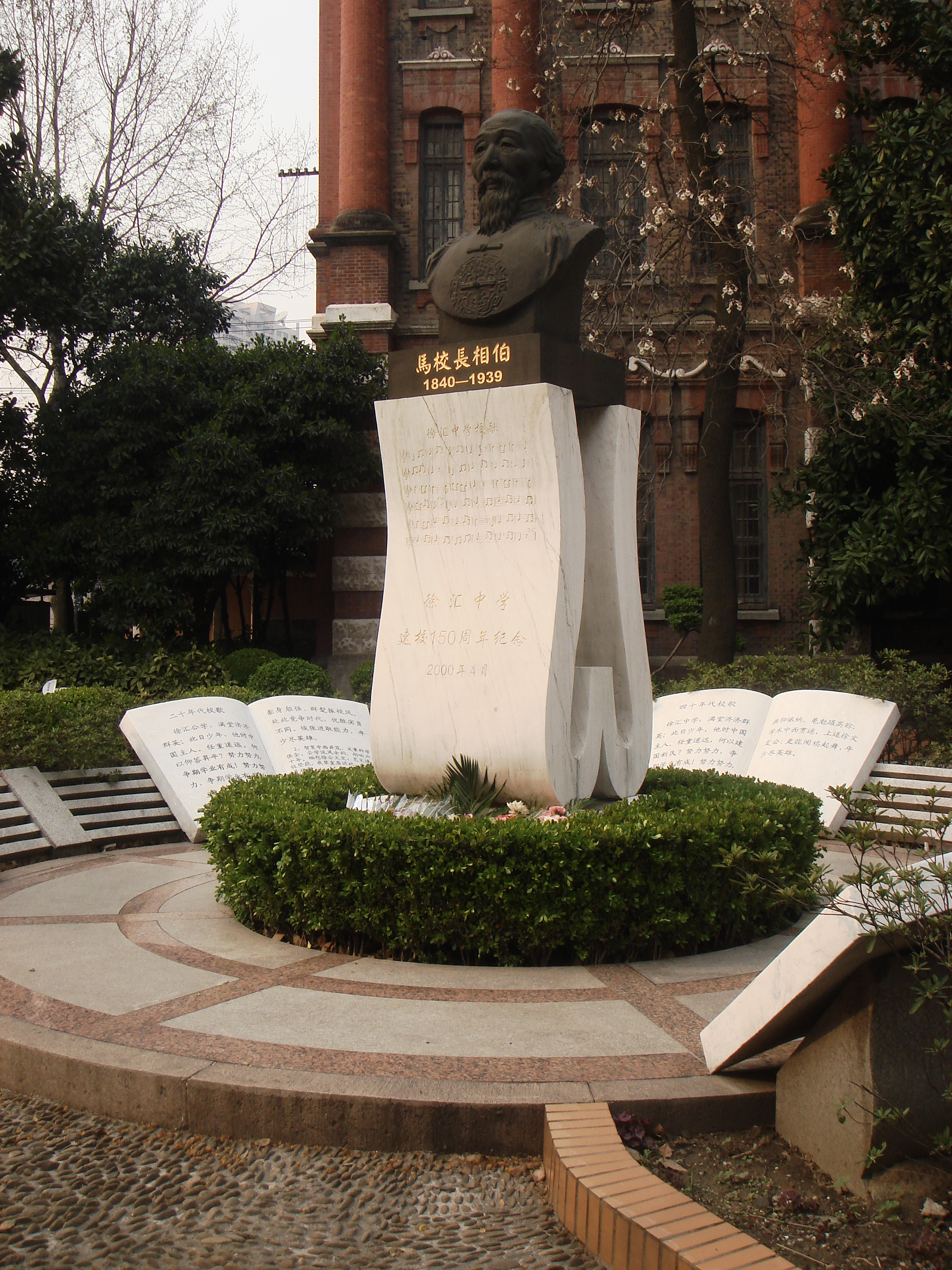
马相伯像
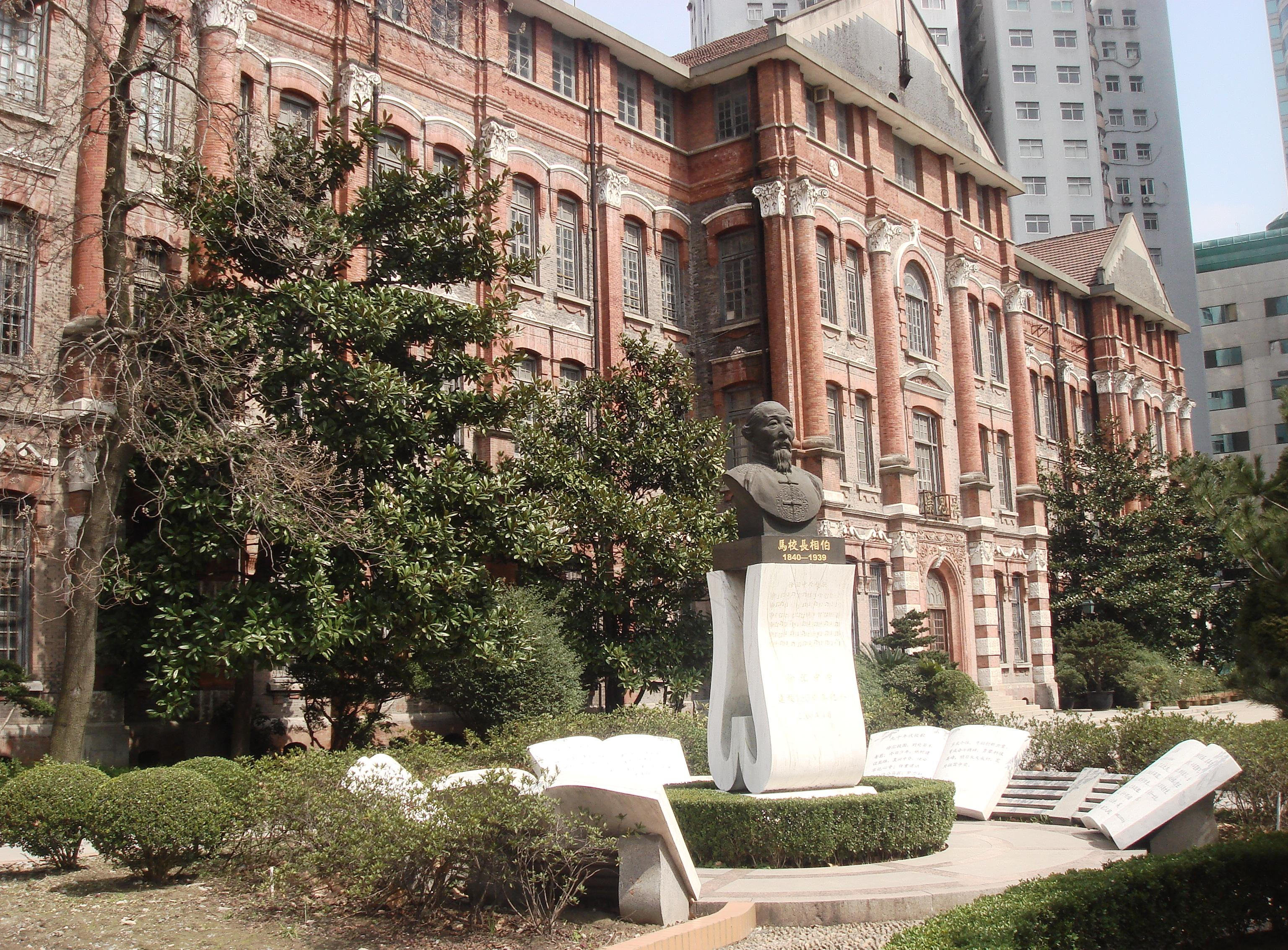
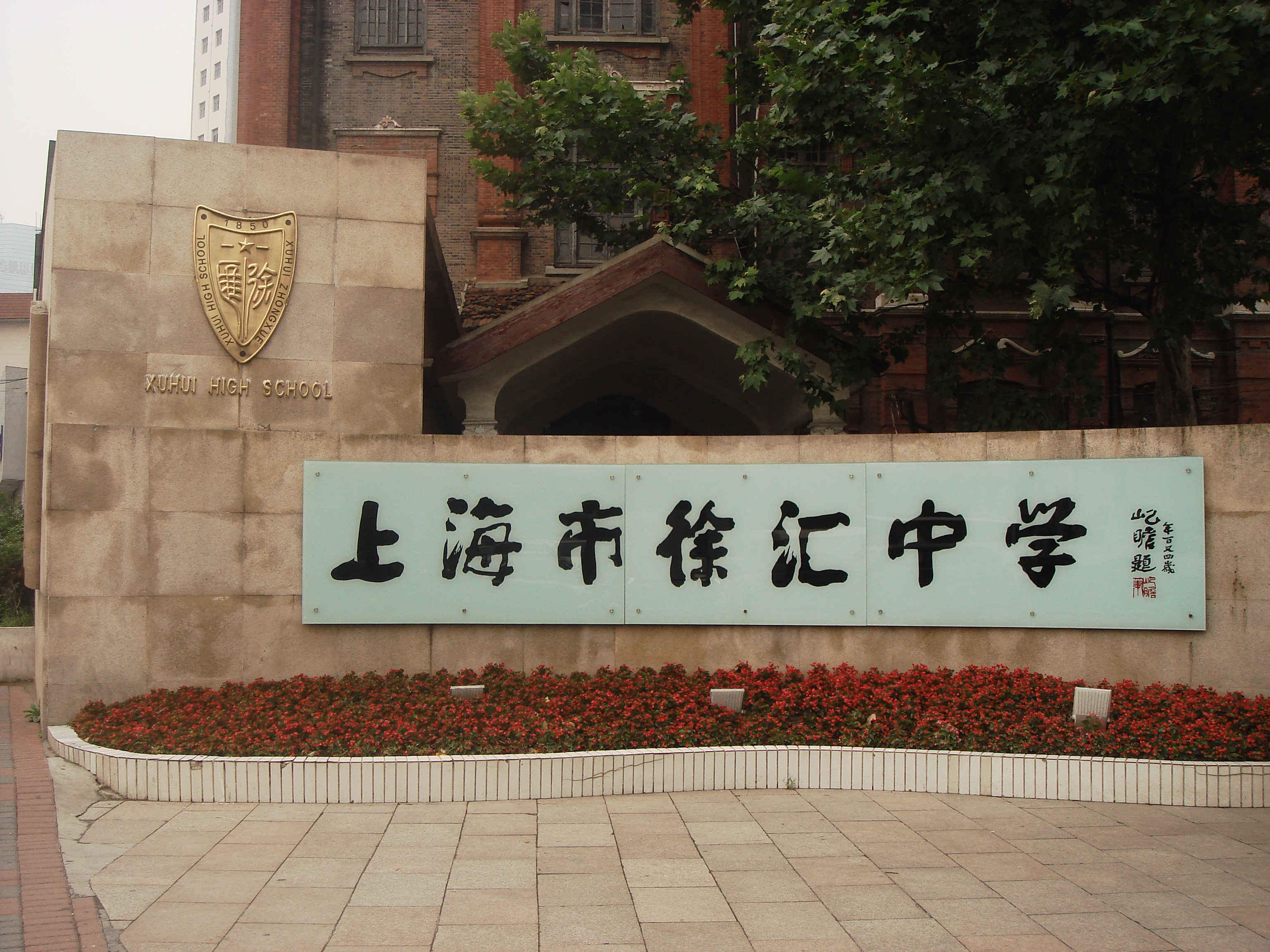